# 麦克阿瑟奖
麦克阿瑟奖金（英語：MacArthur Fellows Program）是由麦克阿瑟基金会颁发的一个奖项，每年有代表性的奖励20至40名美国人或定居于美国的外国人，该奖是颁发给那些在各个领域、不同年龄“在持续进行创造性工作方面显示出非凡能力和前途”的人。
根据基金会主页所述，该奖不是奖励过去的成就，而是奖励那些有创意、有胆识、有潜力的人。2024年奖金是800,000美元，基金会一共花去了超过$350,000,000。

## 获得者

### 1981

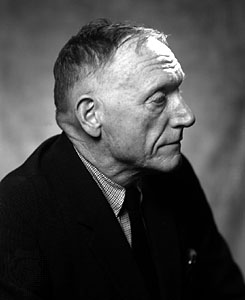
罗伯特·佩恩·沃伦

- A·R·阿门斯，诗人
- 约瑟夫·布罗茨基，诗人
- H·约翰·F·凯恩斯，分子生物学家
- 格雷戈里·V·楚德諾夫斯基（英语：Chudnovsky brothers），数学家
- 乔尔·E·科恩，种群生物学家
- 羅伯特·科爾斯（英语：Robert Coles (psychiatrist)），儿童精神科医生
- 理查德·克里奇菲爾德（英语：Richard Critchfield），散文家
- 謝莉·埃林頓（英语：Shelly Errington），文化人类学家
- 霍华德·加德纳，心理学家
- 亨利·路易斯·盖茨，文学评论家
- 约翰·加文塔（英语：John Gaventa），社会学家
- 迈克尔·盖斯林，进化生物学家
- 史蒂芬·古爾德，古生物学家
- 伊恩·格雷厄姆，考古学家
- 大衛·霍金斯（英语：David Hawkins (philosopher)），哲学家
- 約翰·霍爾德倫（英语：John Holdren），军备控制和能源分析师
- 艾達·路易絲·赫斯塔布（英语：Ada Louise Huxtable），建筑评论家、历史学家
- 约翰·英柏瑞（英语：John Imbrie），气候学家
- 羅伯特·凱茨（英语：Robert Kates），地理学家
- 拉斐爾·卡爾·李（英语：Raphael Carl Lee），外科医师
- 艾爾瑪·劉易斯（英语：Elma Lewis），艺术教育家
- 戈馬克·麥卡錫，作家
- 巴巴拉·麦克林托克，遗传学家
- 詹姆斯·艾倫·麥克弗森（英语：James Alan McPherson），短篇小说家、散文家
- 罗伊·莫塔赫德赫（英语：Roy Mottahedeh），历史学家
- 理查德·C·马利根，分子生物学家
- 道格拉斯·奥谢罗夫，物理学家
- 伊萊恩·柏高絲（英语：Elaine Pagels），宗教史学家
- 大衛·品瑞（英语：David Pingree），科学史家
- 保羅·G·理查茲（英语：Paul G. Richards），地震学家
- 羅伯特·魯特-伯恩斯坦（英语：Robert Root-Bernstein），生物学家、科学史家
- 理查德·罗蒂，哲学家
- 勞倫斯·羅森（英语：Lawrence Rosen (anthropologist)），律师、人类学家
- 卡尔·休斯克，思想史历史学家
- 萊斯里·馬蒙·希爾科（英语：Leslie Marmon Silko），作家
- 约瑟夫·泰勒，天体物理学家
- 德里克·沃尔科特，诗人和剧作家
- 罗伯特·佩恩·沃伦，诗人、小说家和文学评论家
- 史蒂芬·沃爾夫勒姆，计算机科学家和物理学家[2]
- 邁克爾·伍德福特（英语：Michael Woodford (economist)），经济学家
- 喬治·茨威格，物理学家、神经生物学家[3]

### 1982

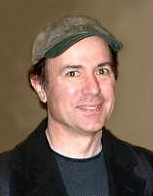
弗朗克·韦尔切克

- 福阿德·阿贾米，政治学家
- 查爾斯·比格洛（英语：Charles Bigelow (type designer)），字體設計師
- 彼得·R·L·布朗，历史学家
- 罗伯特·达恩顿，欧洲史学家
- 佩尔西·戴康尼斯，统计学家
- 威廉·蓋迪斯，小说家
- 維德·梅塔（英语：Ved Mehta），作家
- 鮑勃·摩西（英语：Bob Moses (activist)），教育家、哲學家
- 理查德·穆勒，地质学家、天体物理学家
- 康倫·南卡羅（英语：Conlon Nancarrow），作曲家
- 阿方索·歐提茲（英语：Alfonso Ortiz），文化人类学家
- 法蘭西絲卡·羅爾貝格（英语：Francesca Rochberg），亚述学家、科学史家
- 查爾斯·塞貝爾（英语：Charles Sabel），政治学家、法律学者
- 拉爾夫·謝皮（英语：Ralph Shapey），作曲家、乐队指挥
- 迈克尔·希尔弗斯坦，语言学家
- 小蘭多夫·懷特菲爾德（英语：Randolph Whitfield, Jr），眼科學家
- 弗朗克·韦尔切克，物理学家
- 弗雷德里克·怀斯曼，纪录片导演
- 爱德华·威滕，物理学家，M理论的提出者[4]

### 1983

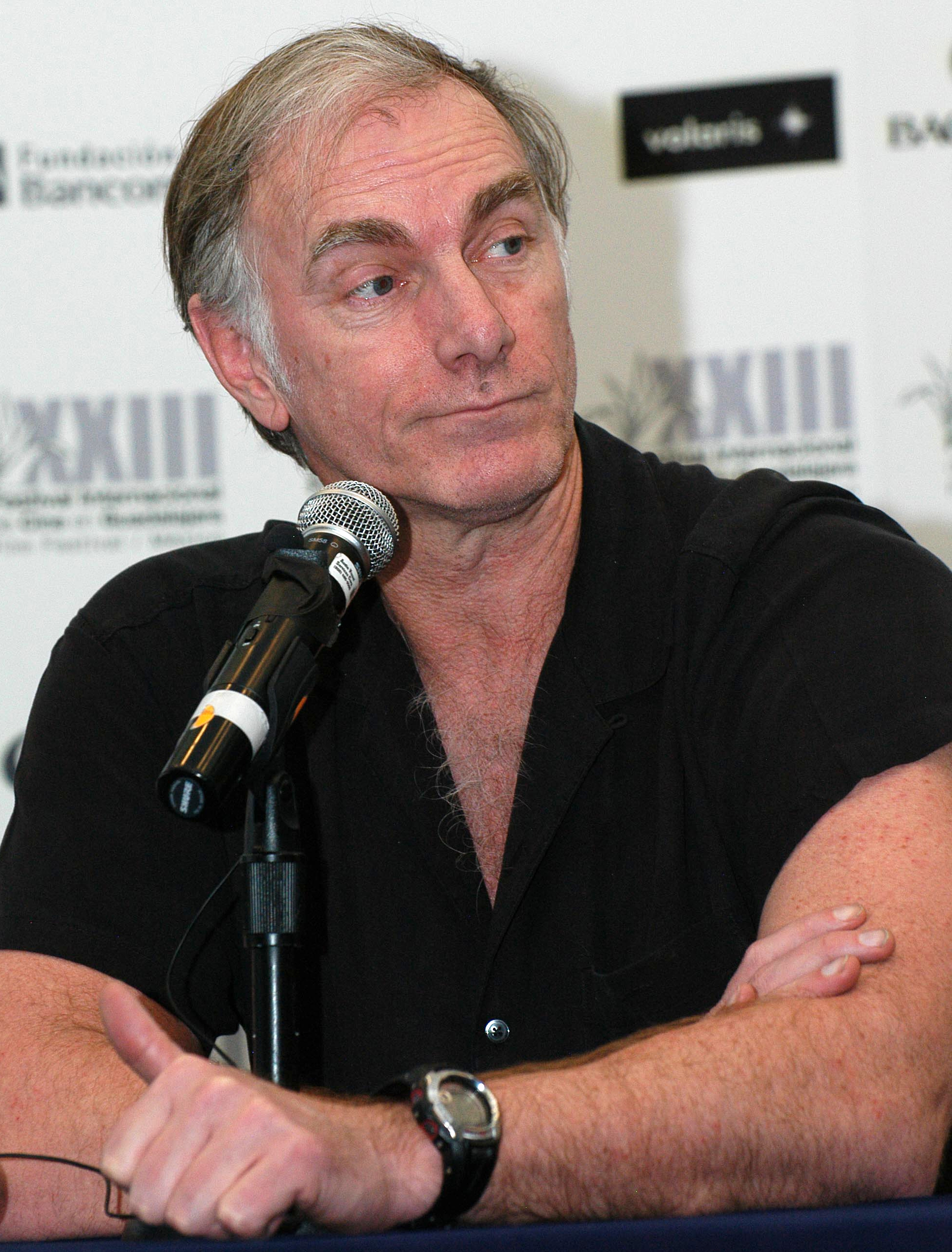
約翰·塞爾斯

- R·史蒂芬·貝里（英语：R. Stephen Berry），物理化学家
- 塞維林·比亞勒（英语：Seweryn Bialer），政治学家
- 威廉·C·克拉克（英语：William C. Clark），生态学家、环境政策分析师
- 菲利普·D·科廷（英语：Philip D. Curtin），非洲历史学家
- 威廉·H·達拉謨（英语：William H. Durham），生物人类学家
- 布拉德利·艾弗隆（英语：Bradley Efron），统计学家
- 大衛·L·費爾坦（英语：David L. Felten），神经科学家
- 藍道爾·福斯伯格（英语：Randall Forsberg），政治学家、军备控制战略家
- 亞歷山大·L·佐治，政治学家
- 謝洛莫·多夫·戈伊泰恩（英语：Shelomo Dov Goitein），中世纪史学家
- 莫特·T·格林（英语：Mott T. Greene），科学史家
- 詹姆斯·冈恩，天文学家
- 拉蒙·A·古鐵雷斯（英语：Ramón A. Gutiérrez），历史学家
- 约翰·霍普菲尔德，物理学家和生物学家
- 貝拉·尤萊斯（英语：Béla Julesz），心理学家
- 威廉·甘迺迪（英语：William Kennedy (author)），小說家
- 莱谢克·科拉科夫斯基，哲学家和宗教史学家
- 希薇亞·A·洛（英语：Sylvia A. Law），人权律师
- 布拉德·萊特豪瑟（英语：Brad Leithauser），诗人和作家
- 勞倫斯·W·萊文（英语：Lawrence W. Levine），历史学家
- 拉爾夫·曼海姆（英语：Ralph Manheim），翻译家
- 罗伯特·金·莫顿，历史学家和社会科学家
- 小沃爾特·F·莫里斯（英语：Walter F. Morris, Jr.），文物保护主义者
- 查爾斯·S·佩斯金（英语：Charles S. Peskin），数学家、生理学家
- A·K·拉馬努金（英语：A. K. Ramanujan），诗人、翻译家和文学学者
- 艾麗斯·里夫林（英语：Alice Rivlin），经济学家、政策分析家
- 朱莉婭·羅賓遜（英语：Julia Robinson），数学家
- 約翰·塞爾斯（英语：John Sayles），电影制作人和作家
- 理查德·舍恩，数学家
- 彼得·塞拉斯（英语：Peter Sellars），戏剧和歌剧导演
- 凯伦·乌伦贝克，数学家[5]
- 阿德里安·威爾遜（英语：Adrian Wilson (book designer)），书籍设计师、印刷商和书籍历史学家
- 艾琳·J·溫特（英语：Irene J. Winter），艺术史学家、考古学家
- 馬克·S·萊頓（英语：Mark S. Wrighton），化学家[6]

### 1984

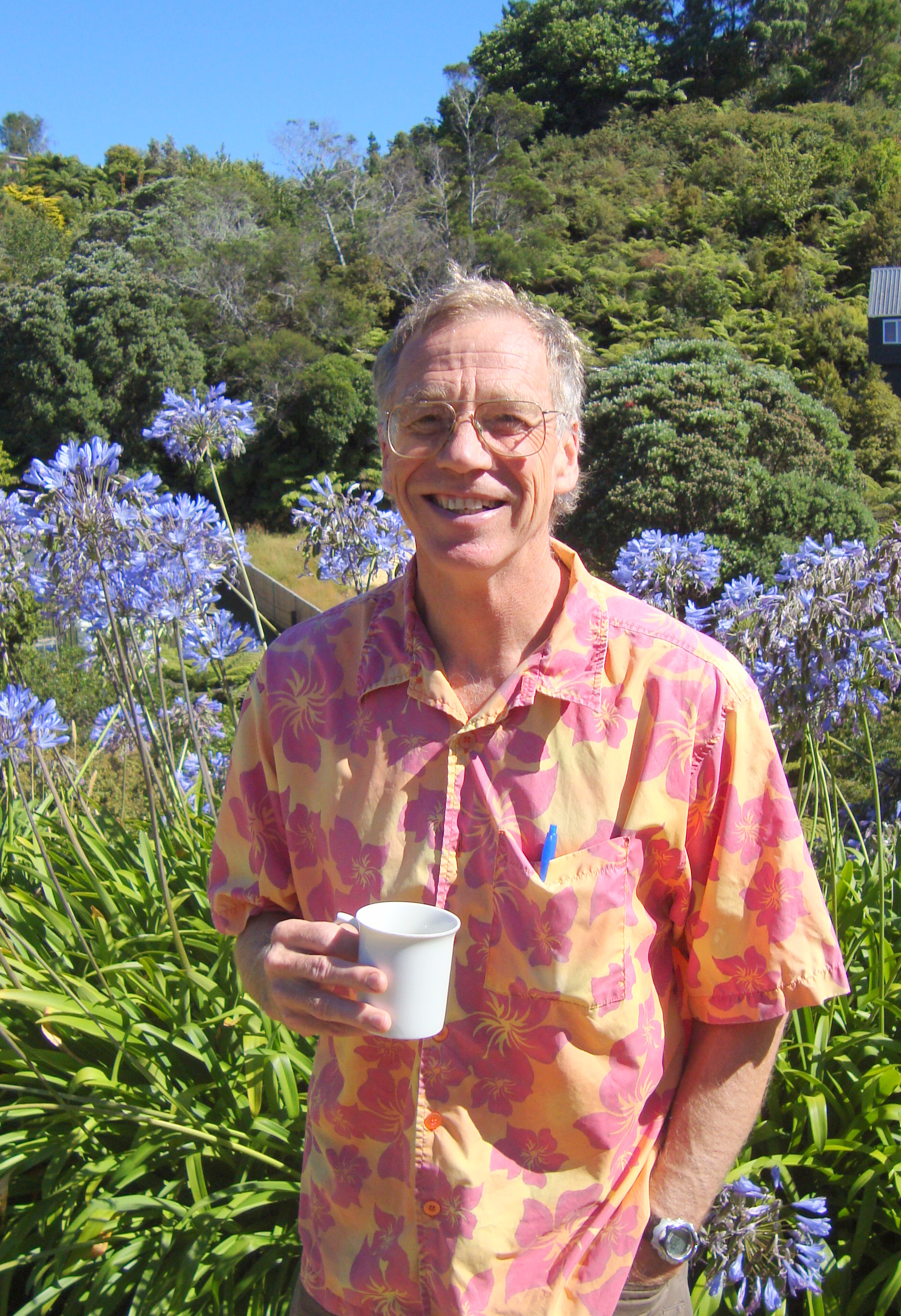
麥可·弗里德曼

- 喬治·W·阿奇博（英语：George W. Archibald），鸟类学家
- 謝莉·伯恩斯坦（英语：Shelly Bernstein），小儿血液科医生
- 彼得·毕克尔，统计学家
- 埃內斯托·科特斯（英语：Ernesto Cortes），社区组织者
- 威廉·德雷頓（英语：Bill Drayton），公共服务创新者
- 西德尼·德雷尔，物理学家，军备控制专家
- 米切爾·費根鮑姆，数学物理学家
- 麥可·弗里德曼，数学家
- 柯提斯·G·哈姆斯（英语：Curtis G. Hames），家庭医师
- 羅伯特·哈斯（英语：Robert Hass），诗人、评论家和翻译家
- 雪莉·布萊斯·希斯（英语：Shirley Brice Heath），语言人类学家
- J·布萊恩·海希爾（英语：J. Bryan Hehir），宗教与外交政策学者
- 貝蒂·霍蘭德（英语：Bette Howland），作家、文学评论家
- 比爾·歐文，小丑和喜剧演员
- 羅伯特·歐文（英语：Robert Irwin (artist)），光与空间艺术家
- 露絲·鮑爾·賈華拉，小说家和剧作家
- 弗瑞茲·約翰，数学家
- 高尔威·金内尔，诗人
- 亨利·克勞斯（英语：Henry Kraus），劳动艺术史学家
- 保羅·奧斯卡·克里斯特勒（英语：Paul Oskar Kristeller）, 思想史家、哲學家
- 莎拉·勞倫斯-萊特福特（英语：Sara Lawrence-Lightfoot），教育家
- 希瑟·萊克特曼（英语：Heather Lechtman），材料科学家、考古学家
- 邁克爾·勒納（英语：Michael Lerner (public health activist)），公共卫生领袖[7]
- 安德魯·W·劉易斯（英语：Andrew W. Lewis），中世纪史学家
- 阿諾德·J·曼德爾（英语：Arnold J. Mandell），神经科学家、精神病学家
- 彼得·馬修斯（英语：Peter Mathews (archaeologist)），考古学家、石刻家
- 馬修·梅瑟生，遗传学家、军备控制专家
- 大衛·羅伯特·尼爾森（英语：David Robert Nelson），物理学家
- 博蒙特·紐霍爾（英语：Beaumont Newhall），摄影历史学家
- 罗杰·S·佩恩，动物学家和环保主义者
- 邁克爾·J·皮奥爾（英语：Michael J. Piore），经济学家
- 愛德華·V·羅伯茲（英语：Ed Roberts (activist)），残疾人权利领袖
- 朱迪丝·N·施克莱，政治哲学家
- 查爾斯·西米奇，诗人、翻译家和散文家
- 艾略特·史伯嶺（英语：Elliot Sperling），藏学学者
- 大衛·斯圖亞特（英语：David Stuart (Mayanist)），语言学家、书法家
- 弗蘭克·蘇拉維（英语：Frank Sulloway），心理学家
- 約翰·E·托斯（英语：John E. Toews），思想史家
- 阿拉爾·托姆（英语：Alar Toomre），天文學家、數學家
- 詹姆斯·特瑞爾，光线艺术家
- 阿摩司·特沃斯基，认知科学家
- 布雷特·瓦拉赫（英语：Bret Wallach），地理学家
- 傑·魏斯（英语：Jay Weiss），心理学家
- 亞瑟·溫佛（英语：Arthur Winfree），生理学家、数学家
- 柯克·瓦內多（英语：Kirk Varnedoe），艺术史学家
- 卡尔·乌斯，分子生物学家[8]
- 比莉·楊（英语：Billie Young），社区发展领袖[9]

### 1985

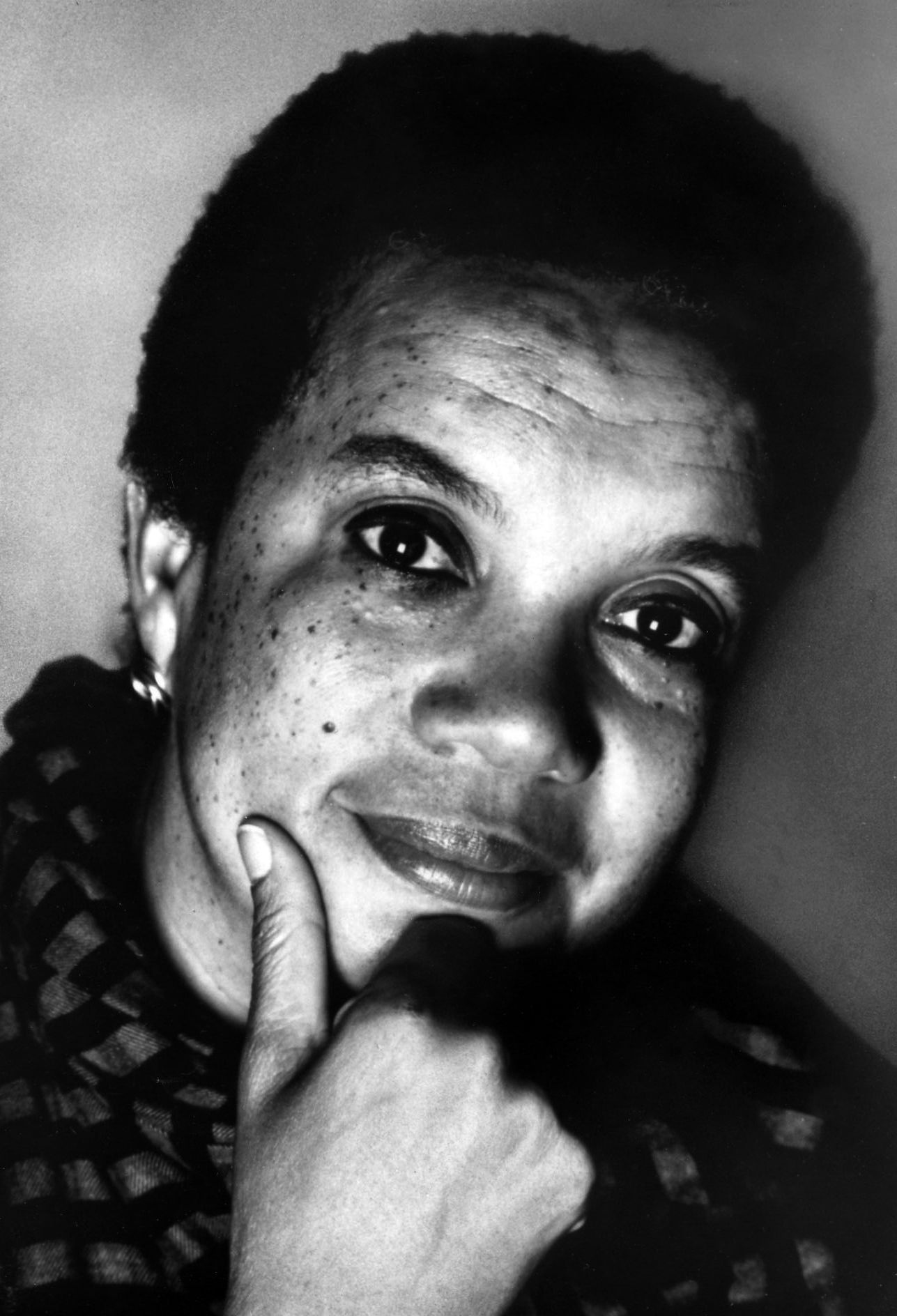
瑪麗安·萊特·埃德爾曼

- 瓊·亞伯漢森（英语：Joan Abrahamson），社区发展领袖
- 约翰·阿什伯里，诗人
- 約翰·F·班頓（英语：John F. Benton），中世纪史学家
- 哈羅德·布魯姆，文学批评家
- 瓦萊里·查利德澤（英语：Valery Chalidze），物理学家、人权组织者
- 威廉·克罗农，环境历史学家
- 梅爾斯·坎寧安（英语：Merce Cunningham），编舞家
- 賈德·戴蒙，环境历史学家、地理学家
- 瑪麗安·萊特·埃德爾曼（英语：Marian Wright Edelman），儿童保护基金创始人
- 莫頓·哈普倫（英语：Morton Halperin），政治學家
- 羅伯特·M·海耶斯（英语：Robert M. Hayes (lawyer)），律师和人权领袖
- 埃德溫·哈欽斯，认知科学家
- 山姆·馬魯夫（英语：Sam Maloof），专业木工和家具制造商
- 安德魯·麥奎爾（英语：Andrew McGuire），创伤预防专家
- 帕特里克·努南（英语：Patrick Noonan），保护主义者
- 喬治·奧斯特（英语：George Oster），数学生物学家
- 托馬斯·G·帕萊瑪（英语：Thomas G. Palaima），古典文学家
- 彼得·雷文，植物学家
- 珍·S·理察森，生物化学家
- 古格里·修潘（英语：Gregory Schopen），宗教史学家
- 富蘭克林·史達，遗传学家
- J·理查德·斯特菲（英语：J. Richard Steffy），航海考古学家
- 艾倫·史都華（英语：Ellen Stewart），戏剧导演
- 保羅·泰勒（英语：Paul Taylor (choreographer)），编舞家、舞蹈团创始人
- 丘成桐，数学家[10]

### 1986

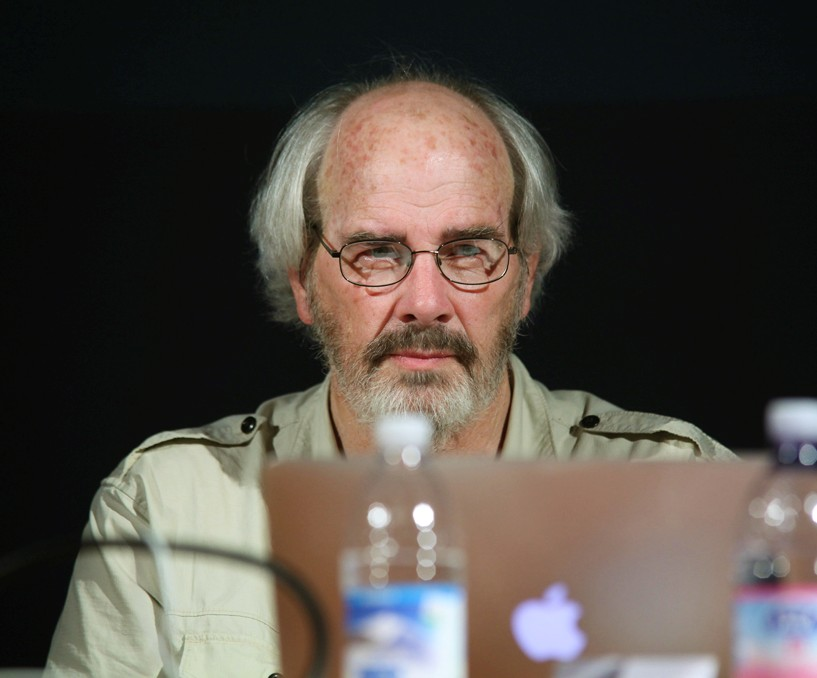
杰克·R·霍纳

- 保羅·亞當斯（英语：Paul Adams (scientist)），神经生物学家
- 米尔顿·巴比特，作曲家和音乐理论家
- 白桂思，哲学家
- 理查德·班森（英语：Richard Benson (photographer)），摄影师
- 莱斯特·R·布朗，农业经济学家
- 卡羅琳·拜南（英语：Caroline Bynum），中世纪史学家
- 威廉·A·克里斯蒂安（英语：William A. Christian），宗教史学家
- 南希·法里斯（英语：Nancy Farriss），历史学家
- 班尼迪克特·格羅斯（英语：Benedict Gross），数学家
- 戴露·海因（英语：Daryl Hine），诗人和翻译家
- 杰克·R·霍纳，古生物学家
- 湯瑪斯·C·喬（英语：Thomas C. Joe），社会政策分析师
- 吉德炜，历史学家和汉学家
- 阿爾伯特·J·利比查伯（英语：Albert J. Libchaber），物理学家
- 大卫·C·佩奇，分子遗传学家
- 乔治·珀尔，作曲家和音乐理论家
- 詹姆斯·兰迪，魔术师
- 大衛·魯道夫斯基（英语：David Rudovsky）, 民权律师
- 羅伯特·沙普利（英语：Robert Shapley），神经生理学家
- 列奧·施坦伯格（英语：Leo Steinberg），艺术史家
- 理查德·P·特科，大气科学家
- 湯瑪斯·懷特西德（英语：Thomas Whiteside (journalist)），新闻记者
- 阿伦·C·威尔逊，生物化学家
- 杰伊·赖特，诗人和剧作家
- 查尔斯·武奥里宁，作曲家[11]

### 1987

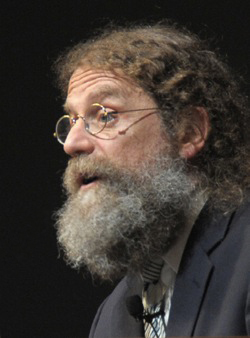
罗伯特·萨波斯基

- 沃爾特·阿比什（英语：Walter Abish），作家
- 羅伯特·阿克塞爾羅，政治学家
- 罗伯特·F·科尔曼，数学家
- 道格拉斯·克雷斯（英语：Douglas Crase），诗人
- 丹尼爾·弗里丹，物理学家
- 戴维·格娄斯，物理学家
- 埃尔·赫斯克维茨，分子遗传学家
- 歐文·豪，文学家、社会批评家
- 小韋斯利·查爾斯·雅各（英语：Wesley Charles Jacobs, Jr.），乡村规划师
- 彼得·傑佛瑞（英语：Peter Jeffery），音乐学家
- 霍勒斯·弗里兰·贾德森，科学史家
- 斯图亚特·考夫曼，进化生物学家
- 理查德·肯尼（英语：Richard Kenney (poet)），诗人
- 埃里克·兰德，遗传学家和数学家
- 邁克爾·C·馬林（英语：Michael C. Malin），地质学家和行星科学家
- 黛博拉·梅爾（英语：Deborah Meier），教育改革领袖
- 阿納爾多·莫米格利亞諾（英语：Arnaldo Momigliano），历史学家
- 戴维·芒福德，数学家
- 蒂娜·羅森堡（英语：Tina Rosenberg），新闻记者
- 大衛·魯梅爾哈特（英语：David Rumelhart），认知科学家和心理学家
- 罗伯特·萨波斯基，神经内分泌学家、灵长类动物学家
- 邁耶爾·沙皮諾（英语：Meyer Schapiro），艺术史家
- 约翰·施瓦茨，物理学家
- 喬恩·席格（英语：Jon Seger），进化生态学家
- 史蒂芬·申克爾（英语：Stephen Shenker），物理学家
- 大衛·迪恩·舒爾曼（英语：David Dean Shulman），宗教史学家
- 妙麗葉兒·S·斯諾登（英语：Muriel S. Snowden），社区组织者
- 馬克·斯特蘭德（英语：Mark Strand），诗人和作家
- 梅·斯文森（英语：May Swenson），诗人
- 休·桑·馮（英语：Huỳnh Sanh Thông），翻译和编辑
- 威廉姆·朱利葉斯·威爾遜（英语：William Julius Wilson），社会学家
- 理查德·白蘭（英语：Richard Wrangham），灵长类动物学家[12]

### 1988

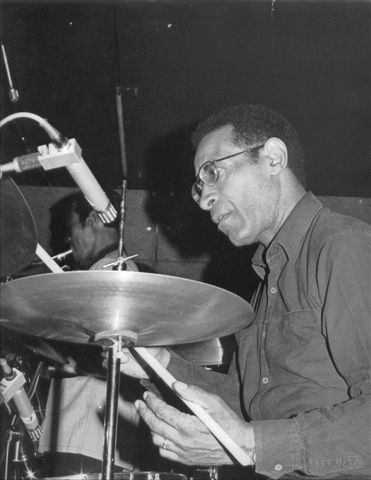
麥斯·羅區

- 查爾斯·阿爾尚博（英语：Charles Archambeau），地球物理学家
- 邁克爾·巴克桑德爾（英语：Michael Baxandall），艺术史学家
- 露絲·貝哈爾（英语：Ruth Behar），文化人类学家
- 蘭·布雷克（英语：Ran Blake），作曲家和钢琴家
- 查爾斯·伯內特（英语：Charles Burnett (director)），电影制片人
- 菲利普·詹姆斯·德弗里斯（英语：Philip James DeVries），昆虫生物学家
- 安德烈·杜布斯（英语：Andre Dubus），作家
- 海倫·T·愛德華茲（英语：Helen T. Edwards），物理学家
- 喬恩·H·埃爾斯（英语：Jon H. Else），纪录片制片人
- 約翰·G·弗利爾（英语：John G. Fleagle），灵长类动物学家、古生物学家
- 康奈爾·弗萊舍（英语：Cornell Fleischer），中东历史学家
- 傑塔切烏·海爾（英语：Getatchew Haile），文字学家和语言学家
- 雷蒙德·讓羅斯（英语：Raymond Jeanloz），地球物理学家
- M·菲利普·卡爾（英语：M. Philip Kahl），动物学家
- 娜歐蜜·皮爾斯（英语：Naomi Pierce），生物学家
- 托马斯·品钦，小说家
- 史蒂芬·J·皮恩（英语：Stephen J. Pyne），环境史学家
- 麥斯·羅區，爵士乐鼓手以及作曲家
- 保羅·羅丹（英语：Paul Roldan），社区开发者
- 安娜·庫爾泰尼烏斯·羅斯福（英语：Anna Curtenius Roosevelt），考古学家
- 大衛·艾倫·羅森堡（英语：David Alan Rosenberg），军事史学家
- 蘇珊·I·羅特羅夫（英语：Susan I. Rotroff），考古学家
- 布魯斯·施瓦茨（英语：Bruce Schwartz），雕塑家和木偶师
- 勞勃·蕭（英语：Robert Shaw (physicist)），物理学家
- 史景迁，历史学家
- 諾爾·斯威爾洛（英语：Noel Swerdlow），科学史家
- 蓋瑞·湯姆林森（英语：Gary Tomlinson），音乐学家
- 艾伦·C·沃克，古生物学家
- 艾迪·威廉斯（英语：Eddie Williams (activist)），政策分析家、民权领袖[13]
- 麗塔·P·萊特（英语：Rita P. Wright），考古学家
- 加斯·楊柏格（英语：Garth Youngberg），农业学家[14]

### 1989

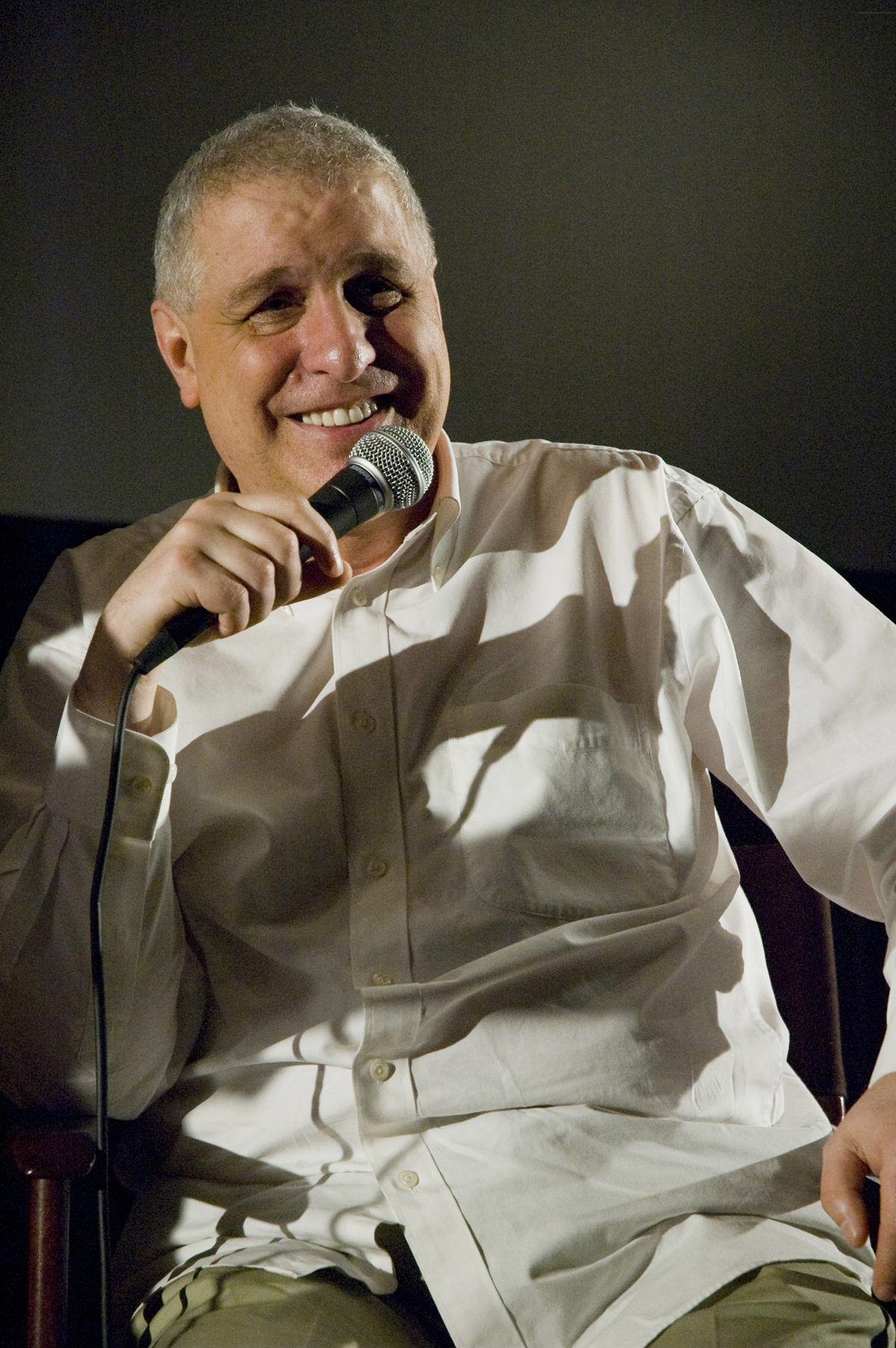
埃洛·莫里斯

- 安東尼·G·阿姆斯特丹（英语：Anthony G. Amsterdam），律师和法学家
- 比利·艾弗瑞（英语：Byllye Avery），妇女保健领导者
- 阿爾文·布倫斯坦（英语：Alvin Bronstein），人权律师
- 利奥·巴斯，进化生物学家
- 傑·康托爾（英语：Jay Cantor），作家
- 喬治·戴維斯（George Davis），环境政策分析师
- 艾倫·格羅斯曼（英语：Allen Grossman），诗人
- 约翰·哈里斯·哈比森，作曲家和指挥
- 基思·海夫納（英语：Keith Hefner），新闻记者和教育家
- 拉夫·霍奇克斯（英语：Ralf Hotchkiss），复健工程师
- 約翰·賴斯·艾爾文（英语：John Rice Irwin），策展人和文化保护者
- 丹尼尔·H·简森，生态学家
- 伯妮絲·約翰遜·里根（英语：Bernice Johnson Reagon），音乐史学家、作曲家和歌手
- 亞倫·蘭斯基（英语：Aaron Lansky），文化保护主义者
- 珍妮佛·穆迪（英语：Jennifer Moody），考古学家和人类学家
- 埃洛·莫里斯，电影制作人
- 薇薇安·帕利（英语：Vivian Paley），教育家和作家
- 理察·鲍爾斯，小说家
- 馬丁·普爾耶（英语：Martin Puryear），雕刻家
- 西奧多·羅森嘉騰（英语：Theodore Rosengarten），历史学家
- 瑪格麗特·W·羅斯特（英语：Margaret W. Rossiter），科学史家
- 喬治·羅素（英语：George Russell (composer)），作曲家和音乐理论家
- 帕姆·索洛（英语：Pam Solo），军备控制分析师
- 埃倫德亞·普羅弗（英语：Ellendea Proffer），译者和出版商
- 克萊爾·范·特萊（英语：Claire Van Vliet），图书艺术家
- 巴德馬·維拉斯奎茲（英语：Baldemar Velasquez），农场工人领袖
- 比爾·維奧拉（英语：Bill Viola），影像艺术家
- 艾略特·威金頓（英语：Eliot Wigginton），教育家
- 帕特里夏·C·赖特，灵长类学家[15]

### 1990

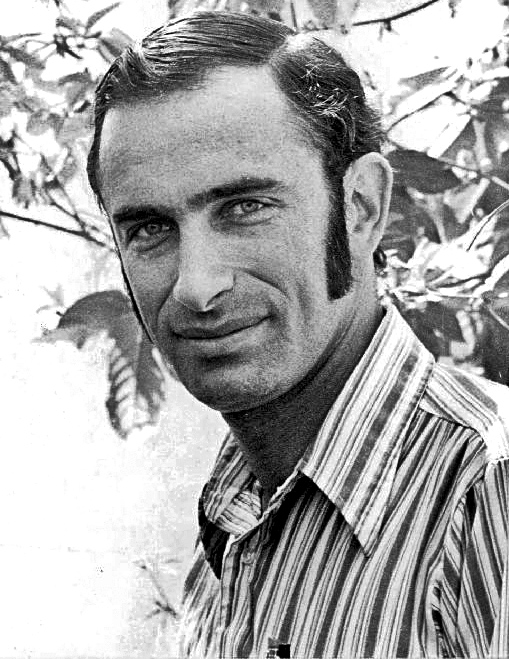
保罗·R·埃利希

- 約翰·C·貝勒三世（英语：John C. Bailar III），生物统计学家
- 瑪莎·克拉克（英语：Martha Clarke），舞台剧导演
- 雅克·戴姆布瓦斯（英语：Jacques d'Amboise (dancer)），舞蹈教育家
- 蓋伊·達文波特（英语：Guy Davenport），作家、评论家和翻译家
- 麗莎·戴爾皮特（英语：Lisa Delpit），教育改革领袖
- 約翰·伊頓（英语：John Eaton (composer)），作曲家
- 保罗·R·埃利希，种群生物学家
- 夏洛特·埃里克森（英语：Charlotte Erickson），历史学家
- 李·弗里德蘭德（英语：Lee Friedlander），摄影师
- 瑪格利特·蓋勒，天体物理学家
- 喬里·格雷厄姆（英语：Jorie Graham），诗人
- 派翠西亞·漢普爾（英语：Patricia Hampl），作家
- 約翰·荷蘭德（英语：John Hollander），诗人和文学评论家
- 托馬斯·C·霍爾特（英语：Thomas C. Holt），社会文化史学家
- 大衛·卡日丹，数学家
- 卡爾文·金（英语：Calvin King），土地和农场开发专家
- 咪咪·R·柯爾（英语：Mimi R. Koehl），海洋生物学家
- 南希·科佩爾（英语：Nancy Kopell），数学家
- 邁克爾·莫申（英语：Michael Moschen），表演艺术家
- 蓋瑞·保羅·納本（英语：Gary Paul Nabhan），民族植物学家
- 雪莉·奧特納，人类学家
- 奧蒂斯·皮茨（Otis Pitts），社区发展领袖
- 伊馮娜·雷納（英语：Yvonne Rainer），电影制片人、编舞家
- 邁克爾·舒德森（英语：Michael Schudson），社会学家
- 雷貝嘉·J·斯科特（英语：Rebecca J. Scott），历史学家
- 馬克·謝爾（英语：Marc Shell），学者
- 苏珊·桑塔格，作家和文化评论家
- 理查德·斯托曼，自由软件基金会建立者，copyleft概念发明者
- 蓋伊·都鐸（Guy Tudor），保护主义者
- 瑪麗亞·瓦雷拉（英语：Maria Varela），社区发展领袖
- 格雷戈里·弗拉斯托斯，古典文学家、哲学家
- 肯特·惠利（英语：Kent Whealy），保护主义者
- 艾瑞克·沃爾夫，人类学家
- 西德尼·M·沃爾夫（英语：Sidney M. Wolfe），内科医师
- 羅伯特·伍德森（英语：Robert Woodson），社区发展领袖
- 何塞·薩拉奎特（英语：José Zalaquett），人权律师[16]

### 1991

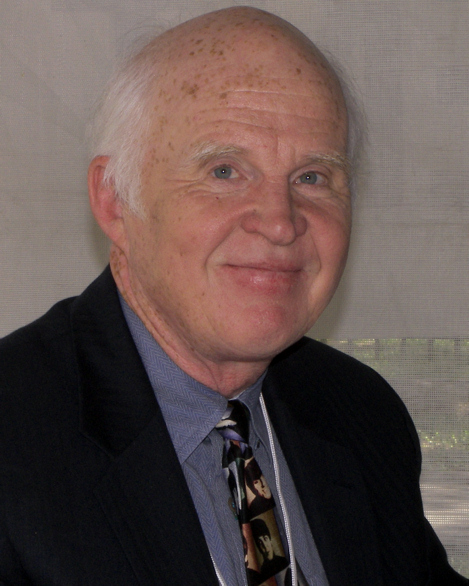
泰勒·布蘭奇

- 杰奎琳·巴顿，生物物理化学家
- 保羅·伯曼（英语：Paul Berman），记者
- 吉姆·布林，计算机动画师
- 泰勒·布蘭奇（英语：Taylor Branch），社会史学家
- 特里莎·布朗（英语：Trisha Brown），编舞家
- 馬利·喬·布勒（英语：Mari Jo Buhle），历史学家
- 派翠西亞·徹蘭（英语：Patricia Churchland），哲学家
- 戴维·多诺霍，统计学家
- 史蒂文·費爾德（英语：Steven Feld），人类学家
- 愛麗絲·富爾頓（英语：Alice Fulton），诗人
- 吉列爾莫·高梅茲-佩納（英语：Guillermo Gómez-Peña），作家和艺术家
- 耶日·格洛托夫斯基（英语：Jerzy Grotowski），戏剧导演
- 大衛·海默（英语：David Hammons），艺术家
- 索菲亞·布雷西·哈里斯（英语：Sophia Bracy Harris），育幼员
- 劉易斯·海德（英语：Lewis Hyde），作家
- 阿里·阿克巴爾·汗（英语：Ali Akbar Khan），音乐家
- 塞尔久·克莱内尔曼，数学家
- 馬丁·克萊特曼（英语：Martin Kreitman），遗传学家
- 哈倫·萊恩（英语：Harlan Lane），心理学家、语言学家
- 威廉·林德（英语：William Linder），社区发展领袖
- 派翠西亞·洛克（英语：Patricia Locke），部落权利领袖
- 馬克·W·莫里斯，舞蹈设计者和舞蹈家
- 馬塞爾·奧菲爾斯，纪录片制片人
- 阿諾德·蘭波賽德（英语：Arnold Rampersad），传记作家、文学评论家
- 冈瑟·舒勒，作曲家、指挥家、爵士历史学家
- 喬爾·施瓦茨（英语：Joel Schwartz），流行病学家
- 塞西爾·泰勒（英语：Cecil Taylor），爵士钢琴家、作曲家
- 朱麗·泰莫（英语：Julie Taymor），戏剧导演
- 大衛·維爾納（英语：David Werner），医疗保健领袖
- 詹姆斯·韋斯特法爾（英语：James Westphal），工程师和科学家
- 愛蓮娜·威爾納（英语：Eleanor Wilner），诗人[17]

### 1992

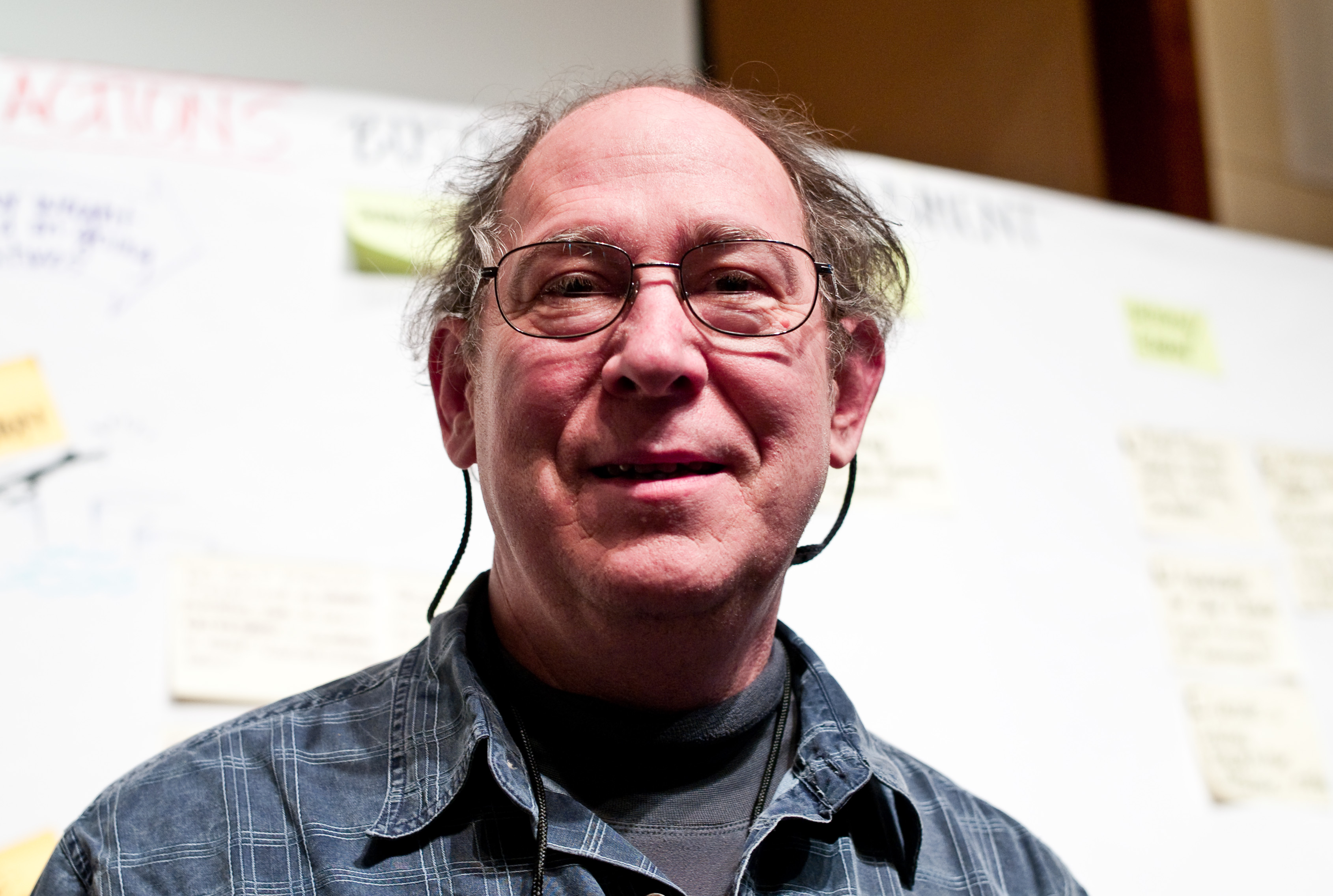
斯蒂芬·施奈德

- 珍妮特·本肖夫，人权律师
- 羅伯特·布萊克本（英语：Robert Blackburn (artist)），版画家
- 歐妮塔·布萊克威爾（英语：Unita Blackwell），民权领袖
- 洛娜·波格（英语：Lorna Bourg），农村发展领袖
- 斯坦利·卡維爾（英语：Stanley Cavell），哲学家
- 艾米·克蘭皮特（英语：Amy Clampitt），诗人
- 英格丽·多贝西，数学家
- 溫蒂·埃瓦爾德（英语：Wendy Ewald），摄影师
- 歐文·費爾德曼（英语：Irving Feldman），诗人
- 芭芭拉·J·菲爾茲（英语：Barbara J. Fields），历史学家
- 羅伯特·霍爾（英语：Bob Hall (American political journalist)），记者
- 安·艾利斯·漢森（英语：Ann Ellis Hanson），历史学家
- 约翰·亨利·霍兰，计算机科学家
- 韋斯·傑克遜（英语：Wes Jackson），农学家
- 伊芙琳·福克斯·凱勒（英语：Evelyn Fox Keller），历史学家、科学哲学家
- 史丹·拉西（英语：Steve Lacy (saxophonist)），萨克斯风演奏家、作曲家
- 蘇珊·樂勃克（英语：Suzanne Lebsock），社会历史学家
- 莎伦·R·朗，植物生物学家
- 诺尔曼·马尼亚，作家
- 保拉·馬歇爾（英语：Paule Marshall），作家
- 邁克爾·馬斯辛（英语：Michael Massing），新闻记者
- 羅伯特·麥凱布（英语：Robert McCabe），教育家
- 蘇珊·梅塞拉斯（英语：Susan Meiselas），摄影记者
- 阿馬利亞·梅薩-貝恩斯（英语：Amalia Mesa-Bains），艺术家和文艺评论家
- 斯蒂芬·施奈德，气候学家
- 喬安娜·斯科特（英语：Joanna Scott），作家
- 約翰·T·斯科特（英语：John T. Scott），艺术家
- 約翰·特伯格（英语：John Terborgh），保护生物学家
- 特懷拉·塔普（英语：Twyla Tharp），舞蹈家和编舞家
- 菲利普·特萊斯曼（英语：Philip Treisman），数学教育工作者
- 劳雷尔·撒切尔·乌尔里希，历史学家
- 海尔特·福尔迈伊，进化生物学家
- 君特·P·瓦格納（英语：Günter P. Wagner），发育生物学家[18]

### 1993
- 南希·卡特萊特，哲学家

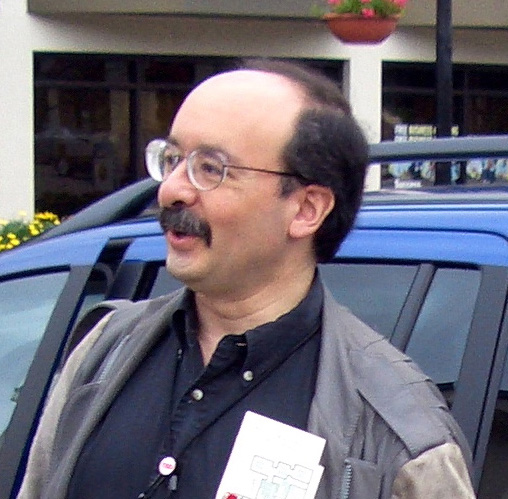
艾默里·洛文斯

- 季米特里奥斯·赫里斯托祖卢，数学家和物理学家
- 瑪麗亞·克勞福德（英语：Maria Crawford），地质学家
- 史丹利·克勞奇（英语：Stanley Crouch），爵士乐评论家和作家
- 諾拉·英格蘭（英语：Nora England），人类语言学家
- 保羅·法莫爾（英语：Paul Farmer），医疗人类学家
- 維多利亞·弗伊（英语：Victoria Foe），发育生物学家
- 恩尼斯特·J·蓋恩斯（英语：Ernest J. Gaines），作家
- 佩德羅·荷西·格里爾（英语：Pedro José Greer），内科医师
- 湯姆·岡恩（英语：Thom Gunn），诗人、文学评论家
- 安·漢密爾頓（英语：Ann Hamilton (artist)），艺术家
- 索科尼·卡蘭亞（英语：Sokoni Karanja），儿童和家庭发展专家
- 安·勞特巴赫（英语：Ann Lauterbach），诗人、文学评论家
- 李中汉，化学家
- 卡洛·萊文（英语：Carol Levine），艾滋病政策专家
- 艾默里·洛文斯，物理学家和能源分析师
- 簡·盧布琴科（英语：Jane Lubchenco），海洋生物学家
- 露絲·盧比克（英语：Ruth Lubic），护士和助产士
- 吉姆·鮑威爾（英语：Jim Powell (poet)），诗人、翻译家和文学评论家
- 瑪姬·普羅費（英语：Margie Profet），进化生物学家
- 托马斯·斯坎伦，哲学家
- 亞倫·雪莉（英语：Aaron Shirley），医疗保健领袖
- 威廉·西梅林（英语：Bill Siemering），新闻记者、广播节目制作人
- 艾倫·西爾格德（英语：Ellen Silbergeld），毒理学家
- 倫納德·范德奎普（英语：Leonard van der Kuijp），语言学家、历史学家
- 弗蘭克·N·馮·希佩爾（英语：Frank N. von Hippel），军备控制和能源分析师
- 約翰·埃德加·懷德曼（英语：John Edgar Wideman），作家
- 希瑟·威廉斯（英语：Heather Williams (biologist)），鸟类学家
- 瑪麗安·威廉斯（英语：Marion Williams），福音歌手
- 羅伯特·H·威廉斯（英语：Robert H. Williams），物理学家和能源分析师
- 亨利·T·萊特（英语：Henry T. Wright），考古学家和人类学家[19]

### 1994

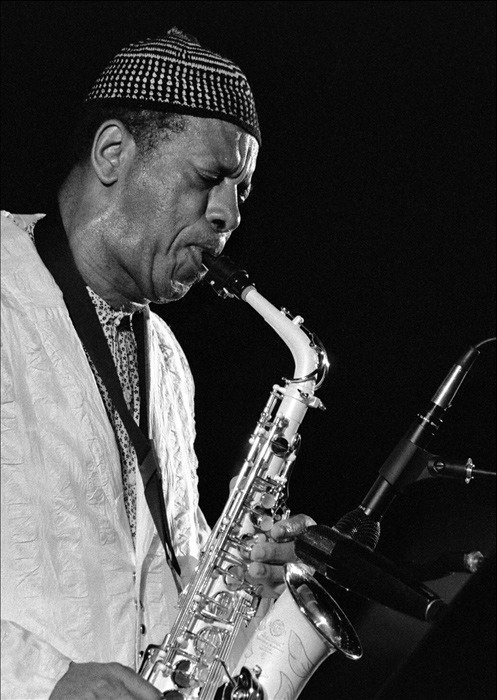
奥尼特·科尔曼

- 羅伯特·亞當斯（英语：Robert Adams (photographer)），摄影师
- 潔拉汀·布倫登（英语：Jeraldyne Blunden），编舞家
- 安東尼·布拉克斯頓（英语：Anthony Braxton），前卫作曲家和音乐家
- 羅傑斯·布魯貝克，社会学家
- 奥尼特·科尔曼，爵士乐表演家与作曲家
- 伊斯拉埃爾·蓋爾范德，数学家
- 費耶·金斯堡（英语：Faye Ginsburg），人类学家
- 海蒂·哈特曼（英语：Heidi Hartmann），经济学家
- 比爾·T·瓊斯（英语：Bill T. Jones），舞蹈家和编舞家
- 彼得·E·肯莫爾（英语：Peter E. Kenmore），农业昆虫学家
- 約瑟夫·E·馬歇爾（英语：Joseph E. Marshall），教育家
- 卡羅琳·麥凱肯（英语：Carolyn McKecuen），经济发展领袖
- 多内拉·米多斯（英语：Donella Meadows），作家
- 亞瑟·米切爾（英语：Arthur Mitchell (dancer)），舞团总监、编舞家
- 烏戈·莫拉萊斯（英语：Hugo Morales (radio)），广播制作人
- 珍妮·皮斯（英语：Janine Pease），教育家
- 威利·雷亞爾（英语：Willie Reale），戏剧艺术教育工作者
- 艾德丽安·里奇，诗人和作家
- 山姆-然·山姆（英语：Sam-Ang Sam），音乐家和文化保护专家
- 杰克·威兹德姆，物理学家[20]

### 1995

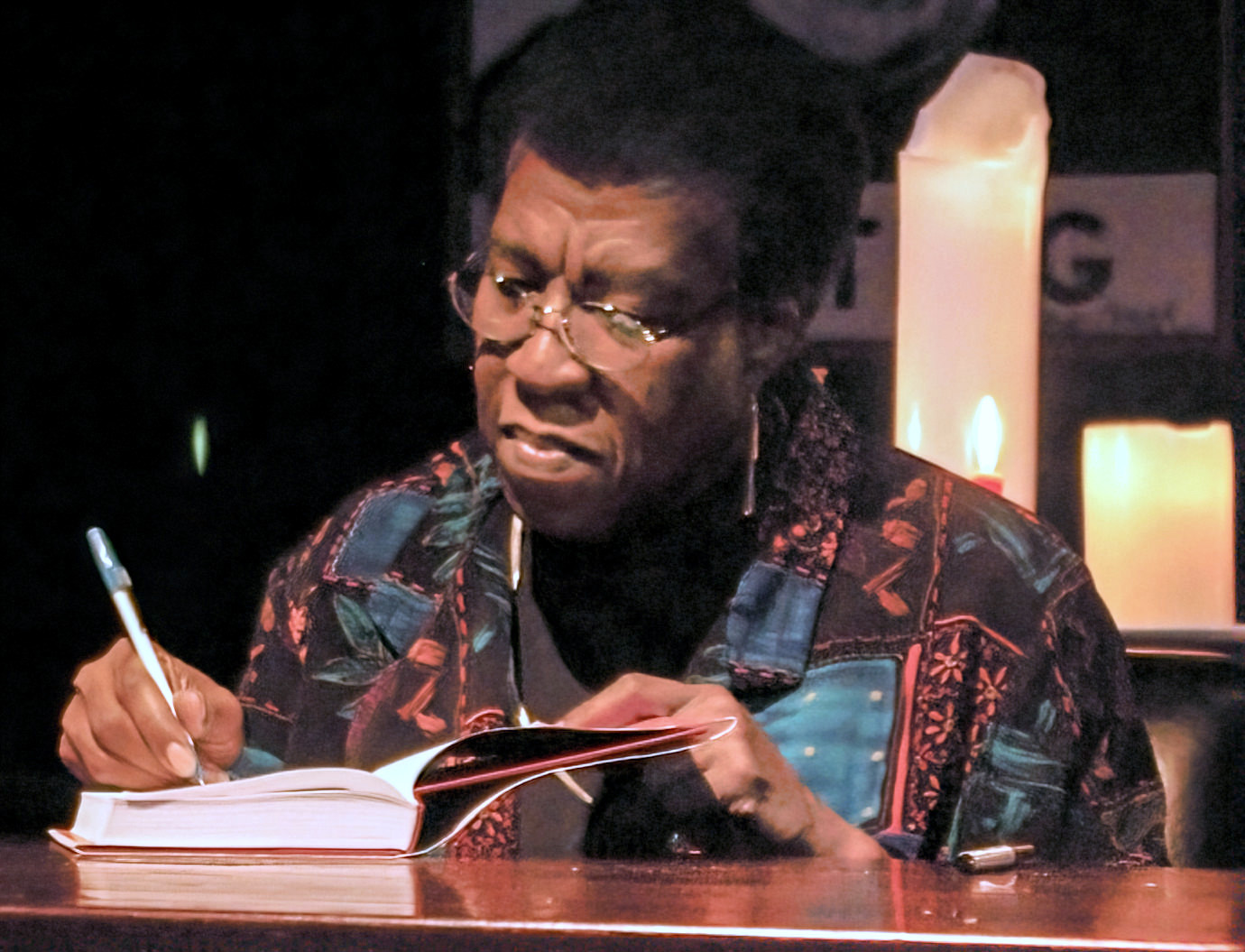
奥克塔维娅·E·巴特勒

- 愛莉森·安德絲（英语：Allison Anders），电影制作人
- 傑德·巴克沃德（英语：Jed Buchwald），历史学家
- 奥克塔维娅·E·巴特勒，科幻小说作家
- 桑德拉·希斯内羅絲，作家和诗人
- 桑迪·克洛斯（英语：Sandy Close），新闻记者
- 弗雷德里克·C·庫尼（英语：Fred Cuny），救灾专家
- 莎倫·艾默生（英语：Sharon Emerson），生物学家
- 理查德·福爾曼（英语：Richard Foreman），戏剧导演
- 愛爾瑪·吉列莫普列托（英语：Alma Guillermoprieto），新闻记者
- 維吉尼亞·漢密爾頓（英语：Virginia Hamilton），作家
- 唐納德·霍普金斯（英语：Donald Hopkins），内科医师
- 蘇珊·基佛（英语：Susan Kieffer），地质学家
- 伊莉莎白·勒孔特（英语：Elizabeth LeCompte），戏剧导演
- 派翠西亞·尼爾森·利梅里克（英语：Patricia Nelson Limerick），历史学家
- 邁克爾·瑪莉塔（英语：Michael Marletta），化学家
- 潘蜜拉·馬特森（英语：Pamela Matson），生态学家
- 蘇珊·麥克拉瑞（英语：Susan McClary），音乐学家
- 梅芮迪斯·蒙克（英语：Meredith Monk），歌唱家、作曲家、导演
- 羅莎琳德·P·佩切斯基（英语：Rosalind P. Petchesky），政治学家
- 喬爾·羅傑斯（英语：Joel Rogers），政治学家
- 辛蒂·雪曼，摄影师
- 布萊恩·史蒂文森，人权律师
- 尼古拉斯·斯特勞斯菲德（英语：Nicholas Strausfeld），神经生物学家
- 理查德·怀特，历史学家[21]

### 1996

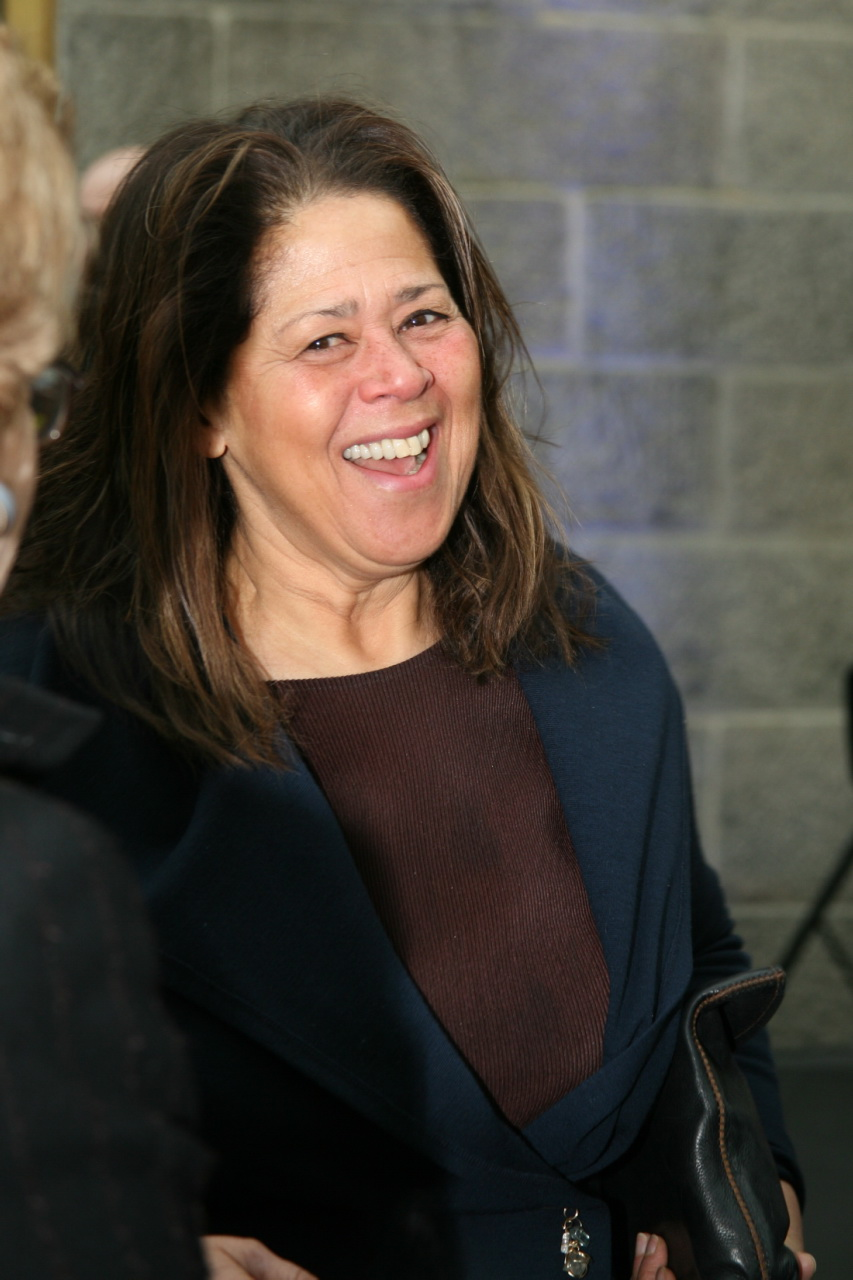
安娜·迪佛·史密斯

- 羅傑·安格爾（英语：Roger Angel），天文学家
- 華金·阿維拉（英语：Joaquin Avila (lawyer)），投票权倡导者
- 艾倫·貝魯貝（英语：Allan Bérubé），历史学家
- 芭芭拉·布洛克（英语：Barbara Block），海洋生物学家
- 瓊·布雷頓·康奈利（英语：Joan Breton Connelly），古典考古学家
- 托马斯·L·丹尼尔，生物学家
- 馬丁·丹尼爾·伊克斯（英语：Martin Daniel Eakes），经济发展战略家
- 蕾貝卡·戈德斯坦（英语：Rebecca Goldstein），作家
- 羅伯特·格林斯坦（英语：Robert Greenstein），公共政策分析师
- 理查德·霍華德（英语：Richard Howard），诗人、翻译家和文学评论家
- 約翰·耶蘇倫（英语：John Jesurun），剧作家
- 理查德·E·伦斯基，生物学家
- 路易斯·馬西亞（英语：Louis Massiah），纪录片制片人
- 馮妮·麥克洛伊德（英语：Vonnie McLoyd），发展心理学家
- 提利亞斯·莫斯（英语：Thylias Moss），诗人和作家
- 尾竹永子和尾竹高麗（英语：Eiko & Koma），舞蹈家和编舞家
- 内森·塞伯格，物理学家
- 安娜·迪佛·史密斯（英语：Anna Deavere Smith），剧作家，新闻记者，女演员
- 朵洛西·斯通曼（英语：Dorothy Stoneman），教育家
- 比爾·斯特里克蘭德（英语：Bill Strickland），艺术教育家[22]

### 1997

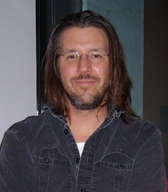
大卫·福斯特·华莱士

- 路易斯·阿法洛（英语：Luis Alfaro），作家、表演艺术家
- 李·布鲁尔，剧作家
- 維哈·塞爾敏（英语：Vija Celmins），艺术家
- 艾瑞克·查諾夫（英语：Eric Charnov），进化生物学家
- 埃洛伊斯·P·科貝爾（英语：Elouise P. Cobell），银行家
- 皮特·蓋里森（英语：Peter Galison），历史学家
- 馬克·哈靈頓（英语：Mark Harrington (HIV/AIDS activist)），艾滋病研究员
- 伊娃·哈里斯（英语：Eva Harris），分子生物学家
- 麥可·克雷默，经济学家
- 羅素·蘭德（英语：Russell Lande），生物学家
- 凱瑞·詹姆斯·馬歇爾（英语：Kerry James Marshall），艺术家
- 南希·A·莫蘭（英语：Nancy A. Moran），进化生物学家、生态学家
- 王涵（英语：Han Ong），剧作家
- 凱斯琳·羅斯（英语：Kathleen Ross），教育家
- 潘蜜拉·薩繆爾森（英语：Pamela Samuelson），版权学者、活动家
- 蘇珊·史都華（英语：Susan Stewart (poet)），文学家、诗人
- 伊莉莎白·斯特布（英语：Elizabeth Streb），舞蹈家、编舞家
- Trimpin，音雕艺术家
- 華康德（英语：Loïc Wacquant），社会学家
- 卡拉·沃克（英语：Kara Walker），艺术家
- 大卫·福斯特·华莱士，作家和记者
- 安德魯·懷爾斯，数学家
- 布蕾克特·威廉斯（英语：Brackette Williams），人类学家[23]

### 1998

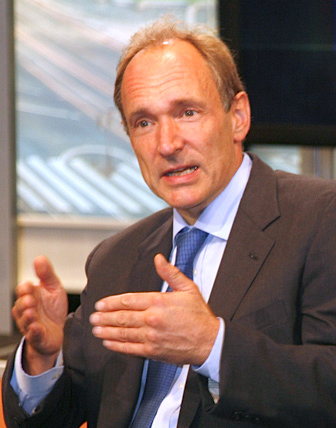
蒂姆·伯纳斯-李

- 珍妮·安東尼（英语：Janine Antoni），艺术家
- 艾達·艾普布羅格（英语：Ida Applebroog），艺术家
- 埃朗·巴里（英语：Ellen Barry (attorney)），律师、人权活动家
- 蒂姆·伯纳斯-李，万维网发明人
- 琳達·比爾茲（英语：Linda Bierds），诗人
- 伯納代特·布魯頓（英语：Bernadette Brooten），历史学家
- 约翰·卡尔斯特罗姆，天体物理学家
- 迈克·戴维斯（英语：Mike Davis (scholar)），历史学家
- 南希·福爾布雷（英语：Nancy Folbre），经济学家
- 阿夫納·格雷夫（英语：Avner Greif），经济学家
- 管坤良，生物化学家
- 加里·希爾（英语：Gary Hill），艺术家
- 愛德華·赫希（英语：Edward Hirsch），诗人、随笔作家
- 艾莎·賈拉爾（英语：Ayesha Jalal），历史学家
- 查爾斯·R·約翰遜（英语：Charles R. Johnson），作家
- 莉亞·克魯畢澤（英语：Leah Krubitzer），神经科学家
- 郭志明（英语：Stewart Kwoh），人权活动家
- 查爾斯·劉易斯（英语：Charles Lewis (journalist)），记者
- 威廉·W·麦克唐纳，牧场主和环保主义者
- 彼得·N·米勒（英语：Peter N. Miller），历史学家
- 唐·米切爾（英语：Don Mitchell (geographer)），文化地理学家
- 雷貝嘉·J·尼爾森（英语：Rebecca J. Nelson），植物病理学家
- 艾莉諾·奧克斯（英语：Elinor Ochs），语言人类学家
- 伊什梅爾·里德（英语：Ishmael Reed），诗人、随笔作家、小说家
- 班傑明·D·桑特（英语：Benjamin D. Santer），大气科学家
- 卡爾·西姆斯（英语：Karl Sims），计算机科学家、艺术家
- 朵洛西·托馬斯（英语：Dorothy Thomas (activist)），人权活动家
- 倫納德·澤斯金（英语：Leonard Zeskind），人权活动家
- 瑪麗·札莫曼（英语：Mary Zimmerman），剧作家[24]

### 1999

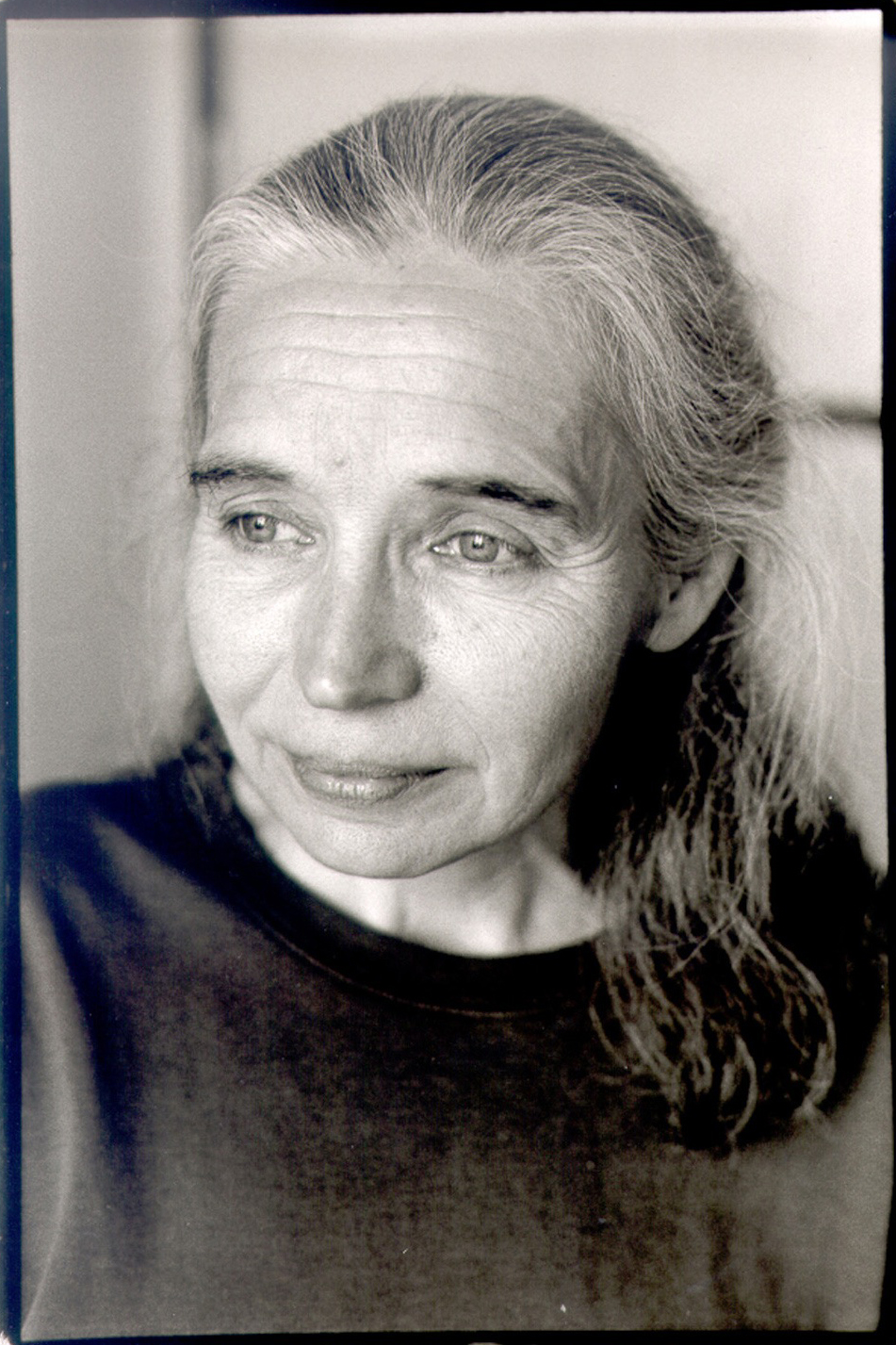
艾莉森·迪斯·福格斯

- 吉莉安·班菲尔德，地质学家
- 卡罗琳·贝尔托西，化学家
- 徐冰，艺术家和版画师
- 布魯斯·G·布萊爾（英语：Bruce G. Blair），政策分析师
- 約翰·波尼法茲（英语：John Bonifaz），选举律师和投票权领袖
- 孝恩·卡爾森（英语：Shawn Carlson），科学教育工作者
- 馬克·丹納（英语：Mark Danner），新闻记者
- 艾莉森·迪斯·福格斯，人权活动家
- 伊麗莎白·迪勒（英语：Diller Scofidio + Renfro），设计师
- 掃羅·弗里德蘭德（英语：Saul Friedländer），历史学家
- 珍妮佛·戈登（英语：Jennifer Gordon），律师
- 大衛·希利斯（英语：David Hillis），生物学家
- 莎拉·霍羅威茨（英语：Sara Horowitz），律师
- 杰奎琳·琼斯，历史学家
- 勞拉·L·基斯林（英语：Laura L. Kiessling），生物化学家
- 萊斯里·柯克（英语：Leslie Kurke），古典文学家
- 大衛·勒維林·劉易斯（英语：David Levering Lewis），传记学家、历史学家
- 胡安·马尔达西那，物理学家
- 蓋伊·麥克杜格爾（英语：Gay McDougall），人权律师
- 坎貝爾·麥格拉斯（英语：Campbell McGrath），诗人
- 丹尼·摩爾（英语：Denny Moore），人类语言学家
- 伊莉莎白·默里（英语：Elizabeth Murray (artist)），艺术家
- 佩彭·奧索里奧（英语：Pepón Osorio），艺术家
- 里卡多·斯科菲迪奧（英语：Diller Scofidio + Renfro），设计师
- 彼得·秀爾，计算机科学家
- 伊娃·西爾維斯坦（英语：Eva Silverstein），物理学家
- 威爾瑪·蘇布拉（英语：Wilma Subra），科学家
- 肯·范德爾馬克（英语：Ken Vandermark），萨克斯管演奏家、作曲家
- 娜歐蜜·華萊士（英语：Naomi Wallace），剧作家
- 傑佛瑞·威克斯（英语：Jeffrey Weeks (mathematician)），数学家
- 弗雷德·威爾遜（英语：Fred Wilson (artist)），艺术家
- 奧菲莉亞·澤皮達（英语：Ofelia Zepeda），语言学家[25]

### 2000

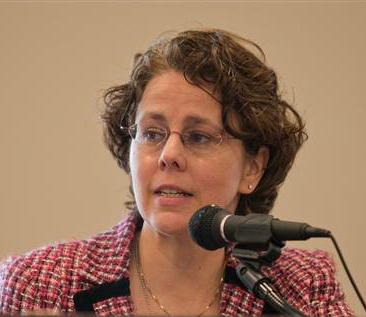
塞西莉亞·穆尼奧斯

- 蘇珊·E·阿爾科克（英语：Susan E. Alcock），考古学家
- K·克里斯多福·比爾德（英语：K. Christopher Beard），古生物学家
- 露西·布雷克（英语：Lucy Blake），保护主义者
- 安妮·卡森，诗人
- 彼得·J·海耶斯（英语：Peter J. Hayes），能源政策活动家
- 大衛·伊西（英语：David Isay），广播制作人
- 阿爾弗雷多·賈爾（英语：Alfredo Jaar），摄影师
- 班·卡徹（英语：Ben Katchor），漫画小说家
- 馬渕英雄，物理学家
- 蘇珊·馬歇爾（英语：Susan Marshall (choreographer)），编舞家
- 塞繆爾·莫克比（英语：Samuel Mockbee），建筑师
- 塞西莉亞·穆尼奧斯（英语：Cecilia Muñoz），公民权利政策分析师
- 玛格丽特·穆尔南，光学物理学家
- 勞拉·奧蒂斯（英语：Laura Otis），文学学者、科学史家
- 露西亞·佩里洛（英语：Lucia Perillo），诗人
- 马修·拉宾，经济学家
- 卡爾·沙費納（英语：Carl Safina），海洋保护主义者
- 丹尼爾·P·施拉格（英语：Daniel P. Schrag），地球化学家
- 蘇珊·E·西格爾（英语：Susan E. Sygall），民权领袖
- 吉娜·G·圖里吉亞諾（英语：Gina G. Turrigiano），神经科学家
- 蓋瑞·烏頓（英语：Gary Urton），人类学家
- 派翠西亞·J·威廉斯（英语：Patricia J. Williams），法学家
- 黛博拉·威利斯（英语：Deborah Willis (artist)），摄影史学家、摄影师
- 艾瑞克·溫佛（英语：Erik Winfree），计算机和材料科学家
- 姚鴻澤，数学家[26]

### 2001

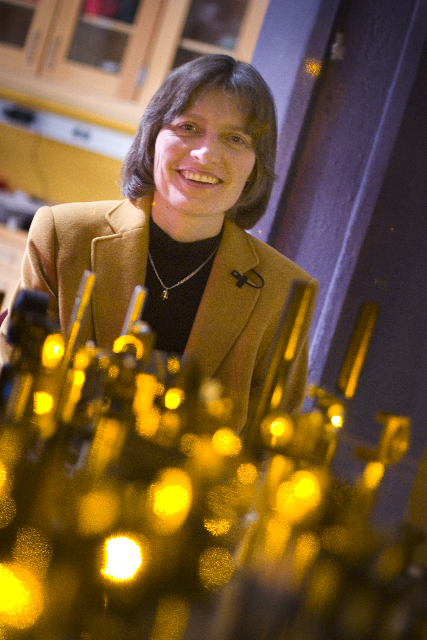
莱娜·豪

- 安德里亞·巴雷特（英语：Andrea Barrett），作家
- 克里斯托弗·希巴，天体生物学家
- 邁克爾·迪金森（英语：Michael Dickinson (biologist)），飞行生物学家、生物工程师
- 羅珊·哈格蒂（英语：Rosanne Haggerty），住房和社区发展领袖
- 莱娜·豪，物理学家
- 戴夫·希基（英语：Dave Hickey），文艺评论家
- 史蒂芬·賀夫，钢琴家和作曲家
- 凯·雷德菲尔德·贾米森，心理学家
- 桑德拉·蘭納姆（英语：Sandra Lanham），飞行员、保护主义者
- 伊尼戈·曼格拉諾-奧瓦勒（英语：Iñigo Manglano-Ovalle），艺术家
- 辛西亞·莫斯（英语：Cynthia Moss），博物学家
- 王爱华，人类学家
- 德克·歐賓克（英语：Dirk Obbink），古典学者和莎草纸古文稿学者
- 诺曼·R·佩斯，生物化学家
- 蘇贊-洛里·帕斯（英语：Suzan-Lori Parks），剧作家
- 布魯克斯·佩特（英语：Brooks Pate），物理化学家
- 蕭強，人权领袖
- 杰拉尔丁·赛杜，分子生物学家
- 盛宗亮，作曲家
- 戴维·斯佩格尔，天体物理学家
- 珍·史特勞斯（英语：Jean Strouse），传记作家
- 蘇維思，人权律师
- 大衛·希爾德布蘭·威爾遜（英语：David Hildebrand Wilson），博物馆创始人[27]

### 2002

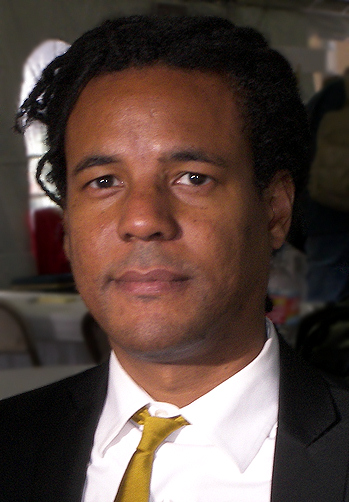
科爾森·懷特黑德

- 丹妮尔·艾伦，古典学者和政治学家
- 邦尼·巴斯勒，分子生物学家
- 安·M·布莱尔（英语：Ann M. Blair），思想史学家
- 凱瑟琳·布（英语：Katherine Boo），新闻记者
- 保罗·金斯巴格，物理学家
- 大衛·B·戈德斯坦（英语：David B. Goldstein），能源保护专家
- 凱倫·海瑟（英语：Karen Hesse），作家
- 珍妮·傑格（英语：Janine Jagger），流行病学家
- 丹尼爾·尤拉夫斯基（英语：Daniel Jurafsky），计算机科学家、语言学家
- 托巴·赫多里（英语：Toba Khedoori），艺术家
- 莉茲·勒曼（英语：Liz Lerman），编舞家
- 喬治·劉易斯（英语：George Lewis (trombonist)），长号手
- 麗莎·露，艺术家
- 埃德加·邁耶（英语：Edgar Meyer），贝斯手、作曲家
- 傑克·邁爾斯（英语：Jack Miles），作家、圣经学者
- 埃里克·穆格勒（英语：Erik Mueggler），人类学家、民族学家
- 森德希爾·穆拉伊特丹（英语：Sendhil Mullainathan），经济学家
- 小史丹利·尼爾森（英语：Stanley Nelson Jr.），纪录片制片人
- 李·安·紐森（英语：Lee Ann Newsom），古植物学家
- 丹妮拉·L·露絲（英语：Daniela L. Rus），计算机科学家
- 查尔斯·C·斯泰德尔，天文学家
- 布萊恩·塔克（英语：Brian Tucker），地震学家
- 卡米洛·荷西·維爾加拉（英语：Camilo José Vergara），摄影师
- 保羅·溫伯格（英语：Paul Wennberg），大气化学家
- 科爾森·懷特黑德，作家[28]

### 2003

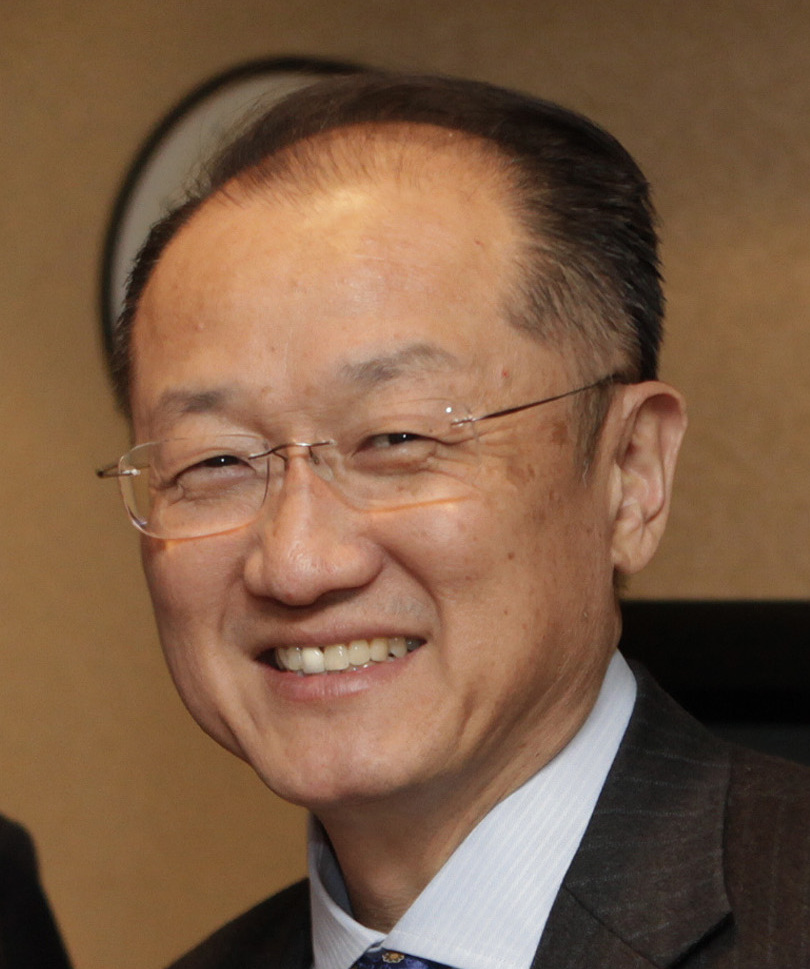
金墉

- 吉列爾莫·阿爾加茲（英语：Guillermo Algaze），考古学家
- 詹姆斯·J·柯林斯，生物工程师
- 莉迪亞·戴維斯，作家翻译家
- 埃里克·德梅因，理论计算机科学家
- 柯琳·杜夫卡（英语：Corinne Dufka），人权研究员
- 彼得·格萊克（英语：Peter Gleick），保护分析师
- 奧斯瓦爾多·歌利亞夫（英语：Osvaldo Golijov），作曲家
- 金秀蘭，物理学家
- 安赫拉·約翰遜（英语：Angela Johnson (writer)），作家
- 湯姆·喬伊斯（英语：Tom Joyce），铁匠
- 莎拉·H·凱根（英语：Sarah H. Kagan），老年学护士
- 內德·卡恩（英语：Ned Kahn），艺术家、科学展览设计师
- 金墉，公共卫生医师
- 娜瓦·M·諾爾（英语：Nawal M. Nour），妇产科医生
- 洛倫·H·瑞瑟柏（英语：Loren H. Rieseberg），植物学家
- 艾米·羅森茨維（英语：Amy Rosenzweig），生物化学家
- 佩德羅·A·桑切斯（英语：Pedro A. Sanchez），农艺师
- 拉蒂法·西蒙，妇女发展领导者
- 彼得·西斯（英语：Peter Sís），插画家
- 莎拉·史（英语：Sarah Sze），雕刻家
- 伊芙·特勞特·鮑威爾（英语：Eve Troutt Powell），历史学家
- 安德斯·溫羅斯（英语：Anders Winroth），历史学家
- 黛西·楊布魯德（英语：Daisy Youngblood），陶瓷艺术家
- 庄小威，生物物理学家[29]

### 2004

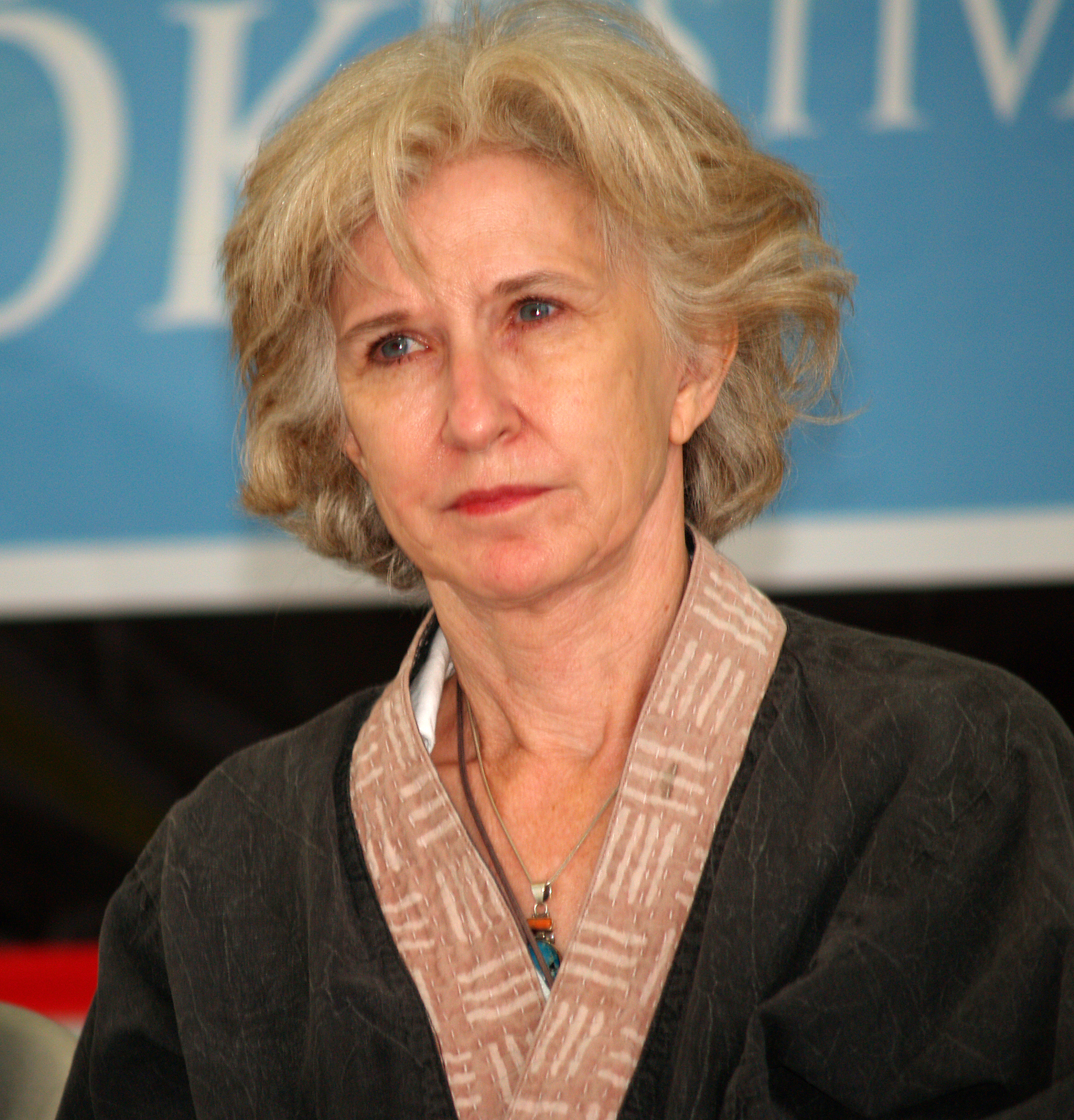
卡羅琳·D·萊特

- 安吉拉·貝爾徹（英语：Angela Belcher），材料科学家、工程师
- 格雷琴·伯蘭德（英语：Gretchen Berland），内科医师、制片人
- 詹姆斯·卡本特（英语：James Carpenter (architect)），艺术家
- 約瑟夫·德里西（英语：Joseph DeRisi），生物学家
- 凱瑟琳·戈特利布（英语：Katherine Gottlieb），医疗保健领导者
- 大衛·格林（英语：David Green (social entrepreneur)），技术转让创新者
- 亞歷山大·海蒙（英语：Aleksandar Hemon），作家
- 希瑟·赫斯特（英语：Heather Hurst），考古插图画家
- 愛德華·P·瓊斯（英语：Edward P. Jones），作家
- 康原，人权活动家
- 達芙妮·科勒，计算机科学家
- 娜歐蜜·倫納德（英语：Naomi Leonard），工程师
- 湯米·林賽（英语：Tommie Lindsey），校辩论教练
- 魯賓·馬丁尼茲（英语：Rueben Martinez），商人和活动家
- 瑪麗亞·馬夫魯迪（英语：Maria Mavroudi），历史学家
- 瓦姆西·穆塔（英语：Vamsi Mootha），内科医师、计算生物学家
- 茱蒂·普法夫（英语：Judy Pfaff），雕刻家
- 阿米納·羅賓遜（英语：Aminah Robinson），艺术家
- 雷金納德·羅賓遜（英语：Reginald Robinson），钢琴家和作曲家
- 謝麗爾·羅格斯基（英语：Cheryl Rogowski），农场主
- 艾米·B·史密斯（英语：Amy B. Smith），发明家、机械工程师
- 茱莉·特里奧（英语：Julie Theriot），微生物学家
- 卡羅琳·D·萊特（英语：Carolyn D. Wright），诗人[30]

### 2005
- 馬林·阿爾索普，交响乐指挥

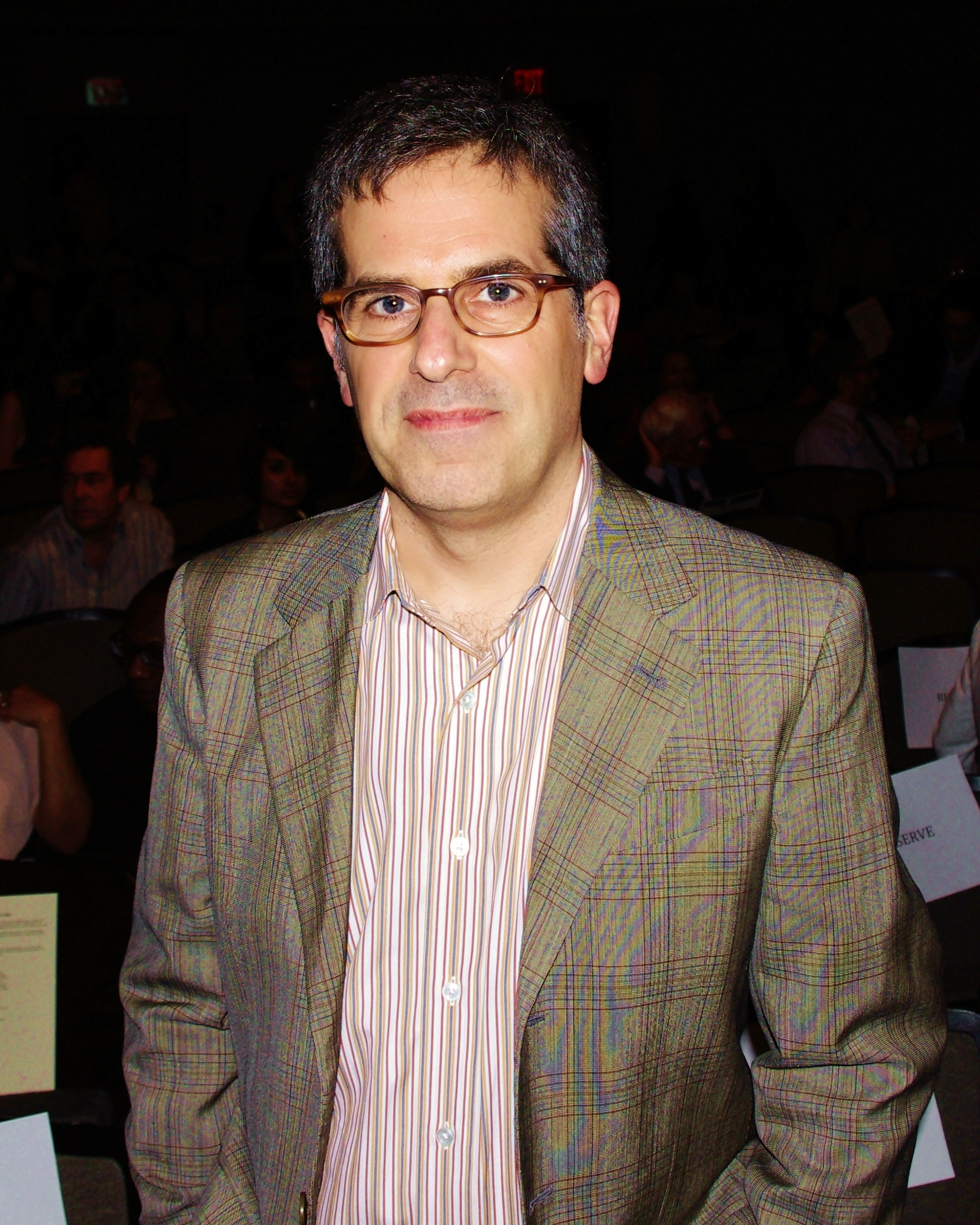
強納森·列瑟

- 泰德·艾姆斯（英语：Ted Ames），渔民、环保主义者、海洋生物学家
- 泰瑞·貝蘭格（英语：Terry Belanger），珍本保护者
- 伊迪特·貝爾茲伯格（英语：Edet Belzberg），纪录片制片人
- 馬喬拉·卡特（英语：Majora Carter），城市复兴战略家
- 陈路，神经科学家
- 邁克爾·科恩（英语：Michael Cohen (pharmacist)），药剂师
- 約瑟夫·科廷（英语：Joseph Curtin），小提琴手
- 亞倫·德沃金（英语：Aaron Dworkin），音乐教育家
- 泰蕾西塔·費爾南德斯（英语：Teresita Fernández），雕刻家
- 克莱尔·格马赫尔，量子级联激光器工程师
- 蘇·高迪（英语：Sue Goldie），内科医师和研究者
- 史蒂文·M·古德曼（英语：Steven M. Goodman），自然保护生物学家
- 佩爾·哈伯利（英语：Pehr Harbury），生物化学家
- 妮可·金，分子生物学家
- 乔恩·克莱因伯格，计算机科学家
- 強納森·列瑟，小说家
- 邁克爾·曼加（英语：Michael Manga），地球物理学家
- 托德·馬丁尼茲，理论化学家
- 茱麗·米若圖（英语：Julie Mehretu），画家
- 凱文·M·墨菲（英语：Kevin M. Murphy），经济学家
- 奥卢丰米拉约·奥洛帕德，临床医生和研究者
- 法扎爾·謝赫（英语：Fazal Sheikh），摄影师
- 艾蜜莉·湯普森（英语：Emily Thompson），听觉史学家
- 邁克爾·沃爾什（英语：Michael Walsh (engineer)），汽车排放专家[31]

### 2006

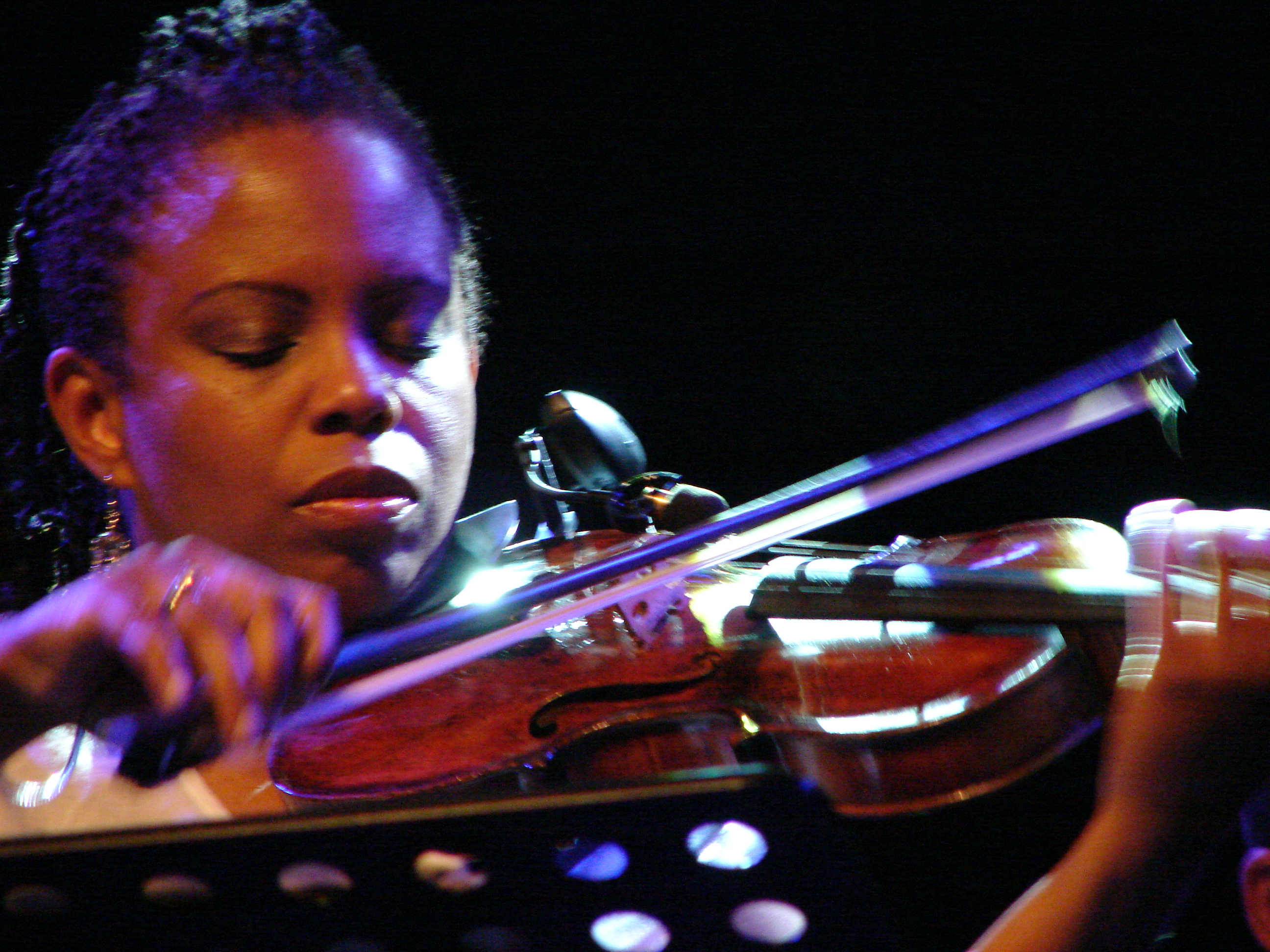
里賈納·卡特

- 大衛·卡羅爾（英语：David Carroll (naturalist)），博物学家、作家、插图画家
- 里賈納·卡特（英语：Regina Carter），爵士小提琴手
- 肯尼斯·C·卡塔尼亞（英语：Kenneth C. Catania），神经生物学家
- 麗莎·庫蘭（英语：Lisa Curran），热带林务员
- 凱文·伊根（英语：Kevin Eggan），生物学家
- 吉姆·弗魯赫特曼（英语：Jim Fruchterman）, 技术专家，标智（英语：Benetech）首席执行官
- 阿图·葛文德，外科医师和作家
- 琳達·格里菲斯（英语：Linda Griffith），生物工程师
- 維多利亞·海爾（英语：Victoria Hale），PATH（英语：PATH (global health organization)）首席执行官
- 阿德里安·妮可·勒布郎（英语：Adrian Nicole LeBlanc），新闻记者、作家
- 大衛·麥考利（英语：David Macaulay），作者、插图画家
- 約西亞·麥克萊尼（英语：Josiah McElheny），雕塑家
- D·霍姆斯·莫頓（英语：D. Holmes Morton），内科医师
- 約翰·A·里奇（英语：John A. Rich），内科医师
- 珍妮佛·里奇森（英语：Jennifer Richeson），社会心理学家
- 薩拉·魯爾（英语：Sarah Ruhl），剧作家
- 乔治·桑德斯，短篇小说作家
- 安娜·舒萊特·哈伯（英语：Anna Schuleit Haber），纪念艺术家
- 莎琪亞·西坎德（英语：Shahzia Sikander），画家
- 陶哲轩，数学家
- 克萊爾·J·湯姆林（英语：Claire J. Tomlin），航空工程师
- 路易斯·馮·安，计算机科学家
- 伊迪丝·威德，深海探险家
- 马蒂亚斯·萨尔达里亚加，宇宙学家
- 約翰·佐恩（英语：John Zorn），作曲家和音乐家[32]

### 2007

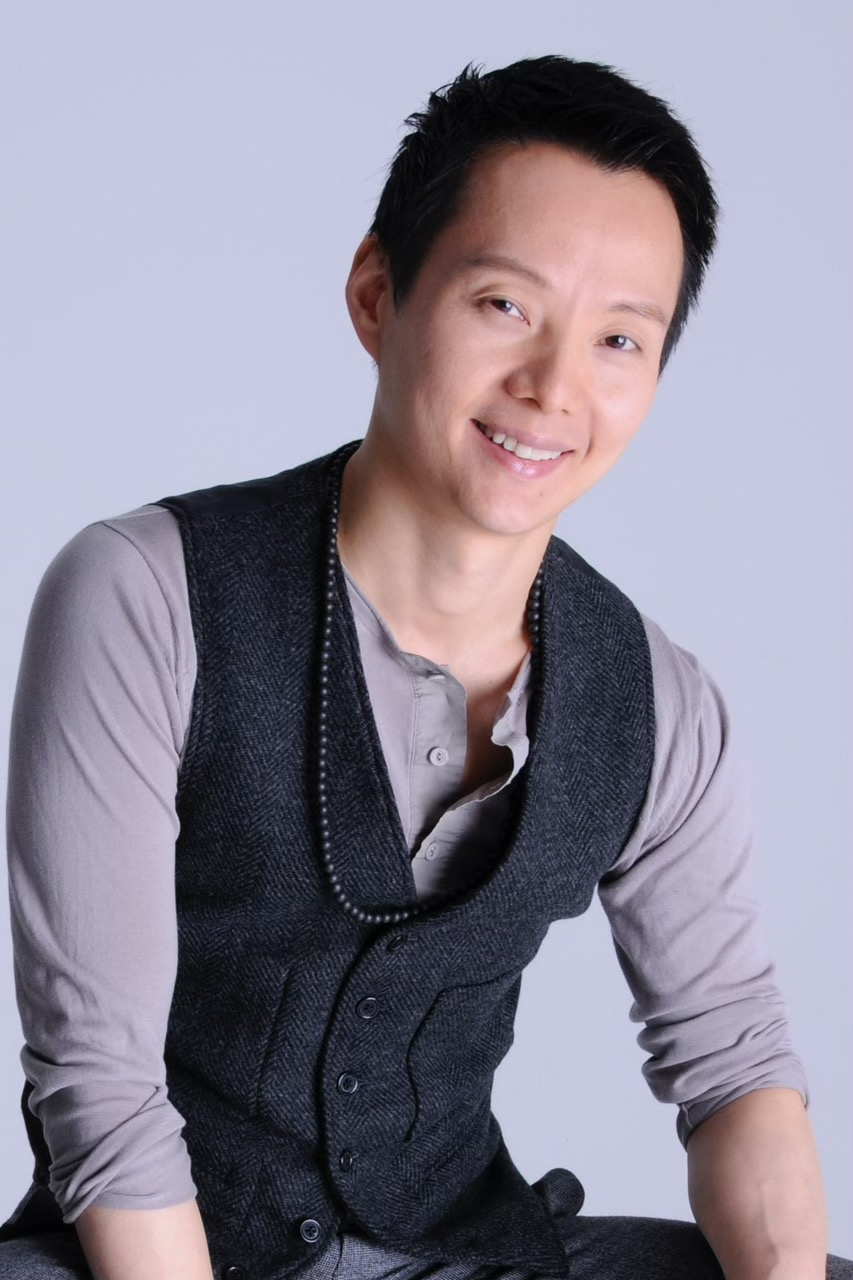
沈偉

- 黛博拉·比亞爾（英语：Deborah Bial），教育战略家
- 彼得·科爾（英语：Peter Cole），翻译家，诗人，出版商
- 麗莎·庫珀（英语：Lisa Cooper），公共卫生医生
- 露絲·德弗里斯（英语：Ruth DeFries），环境地理学家
- 梅賽德斯·多雷蒂（英语：Mercedes Doretti），法医人类学家
- 斯圖爾特·戴貝克（英语：Stuart Dybek），短篇小说家
- 馬克·愛德華茲（英语：Marc Edwards (civil engineering professor)），水质工程师
- 邁克爾·埃洛維茨（英语：Michael Elowitz），分子生物学家
- 索爾·格里菲斯（英语：Saul Griffith），发明家
- 斯文·哈坎森（英语：Sven Haakanson），阿魯提克（英语：Alutiiq）策展人、人类学家、文物保护者
- 科瑞·哈里斯（英语：Corey Harris），蓝调音乐家
- 林雪莉，蛛丝生物学家
- My Hang V. Huynh，化学家
- 克萊爾·克雷門（英语：Claire Kremen），保护生物学家
- 懷特菲爾德·洛維爾（英语：Whitfield Lovell），画家、装置艺术家
- 松岡陽子，神经机器人学家
- 林恩·諾塔奇（英语：Lynn Nottage），剧作家
- 馬克·羅斯（英语：Mark Roth (scientist)），生物医学家
- 保羅·W·K·羅斯蒙（英语：Paul W. K. Rothemund），纳米技术专家
- 傑·魯本斯坦（英语：Jay Rubenstein），中世纪史学家
- 喬納森·謝伊（英语：Jonathan Shay），临床精神病学家、古典文学家
- 瓊·史奈德（英语：Joan Snyder），画家
- 唐·阿布蕭（英语：Dawn Upshaw），歌手
- 沈偉，编舞家[33]

### 2008

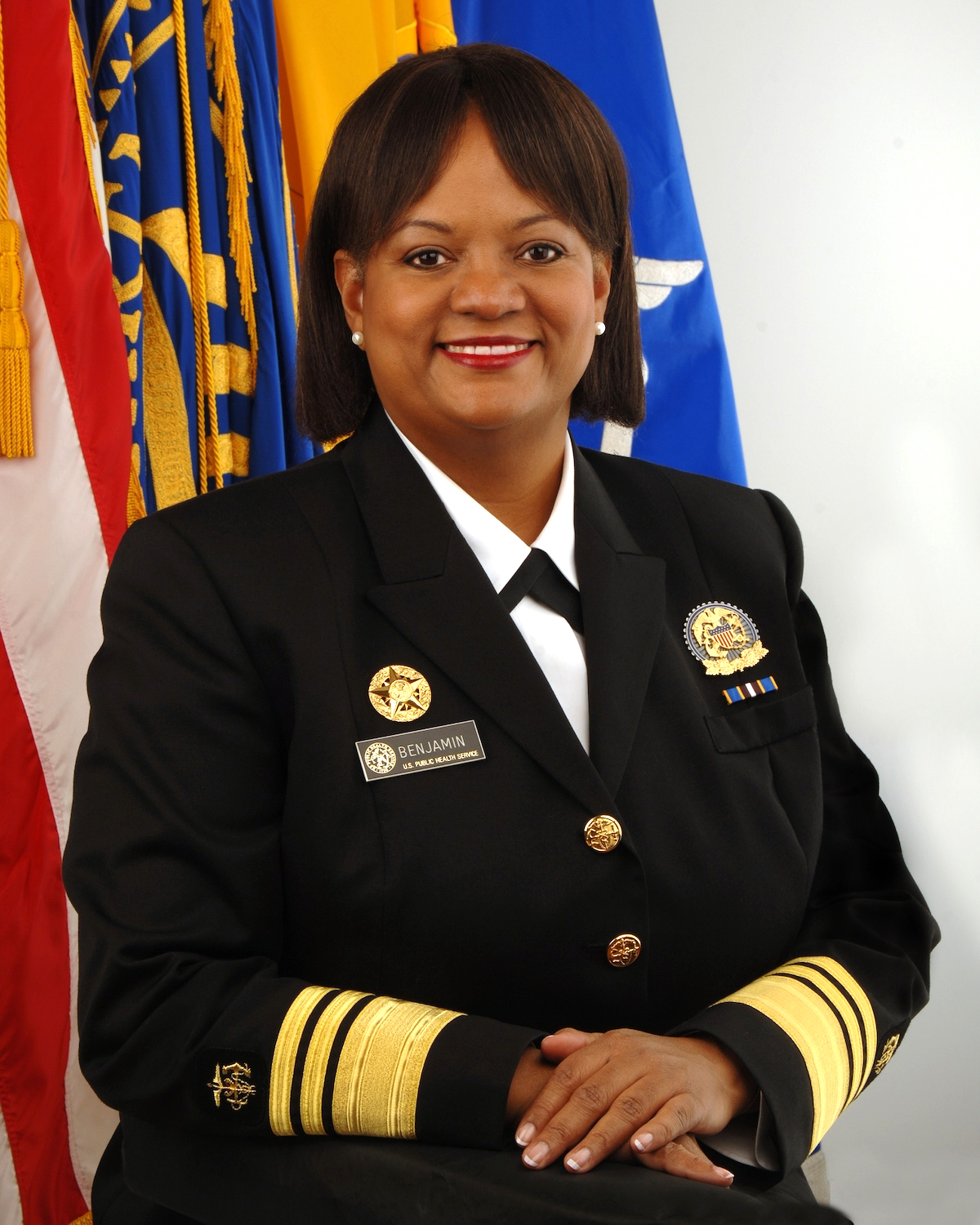
蕾吉娜·班傑明

- 奇马曼达·南戈齐·阿迪奇，小说家
- 威爾·艾倫（英语：Will Allen (urban farmer)），都市农夫
- 蕾吉娜·班傑明（英语：Regina Benjamin），乡村家庭医生
- 柯尔斯滕·邦布莱斯，进化植物遗传学家
- 塔拉·多諾萬（英语：Tara Donovan），艺术家
- 安德烈娅·盖兹，天体物理学家
- 史蒂芬·D·休斯頓（英语：Stephen D. Houston），人类学家
- 瑪麗·傑克遜（英语：Mary Jackson (artist)），织工和雕塑家
- 萊拉·約瑟芙維茨（英语：Leila Josefowicz），小提琴家
- 阿列克谢·基塔耶夫，物理学家
- 沃爾特·基通杜（英语：Walter Kitundu），乐器制作家、作曲家
- 蘇珊·芒戈（英语：Susan Mango），发育生物学家
- 黛安·E·梅爾（英语：Diane E. Meier），老年病学专家
- 大衛·R·蒙哥馬利（英语：David R. Montgomery），地貌学家
- 約翰·奧克森多夫（英语：John Ochsendorf），工程师、建筑历史学家
- 彼得·普羅諾沃斯特（英语：Peter Pronovost），重症监护医生
- 亚当·里斯，天体物理学家
- 亞歷克斯·羅斯（英语：Alex Ross (music critic)），乐评人
- 瓦法·薩德爾（英语：Wafaa El-Sadr），传染病专家
- 南希·西賴希（英语：Nancy Siraisi），医学史家
- 馬林·索爾賈希克，光学物理学家
- 莎莉·坦普爾（英语：Sally Temple），神经科学家
- 珍妮佛·蒂普頓（英语：Jennifer Tipton），舞台灯光设计师
- 瑞秋·威爾遜（英语：Rachel Wilson (neurobiologist)），实验神经生物学家
- 米格爾·澤儂（英语：Miguel Zenón），萨克斯风演奏家、作曲家[34]

### 2009

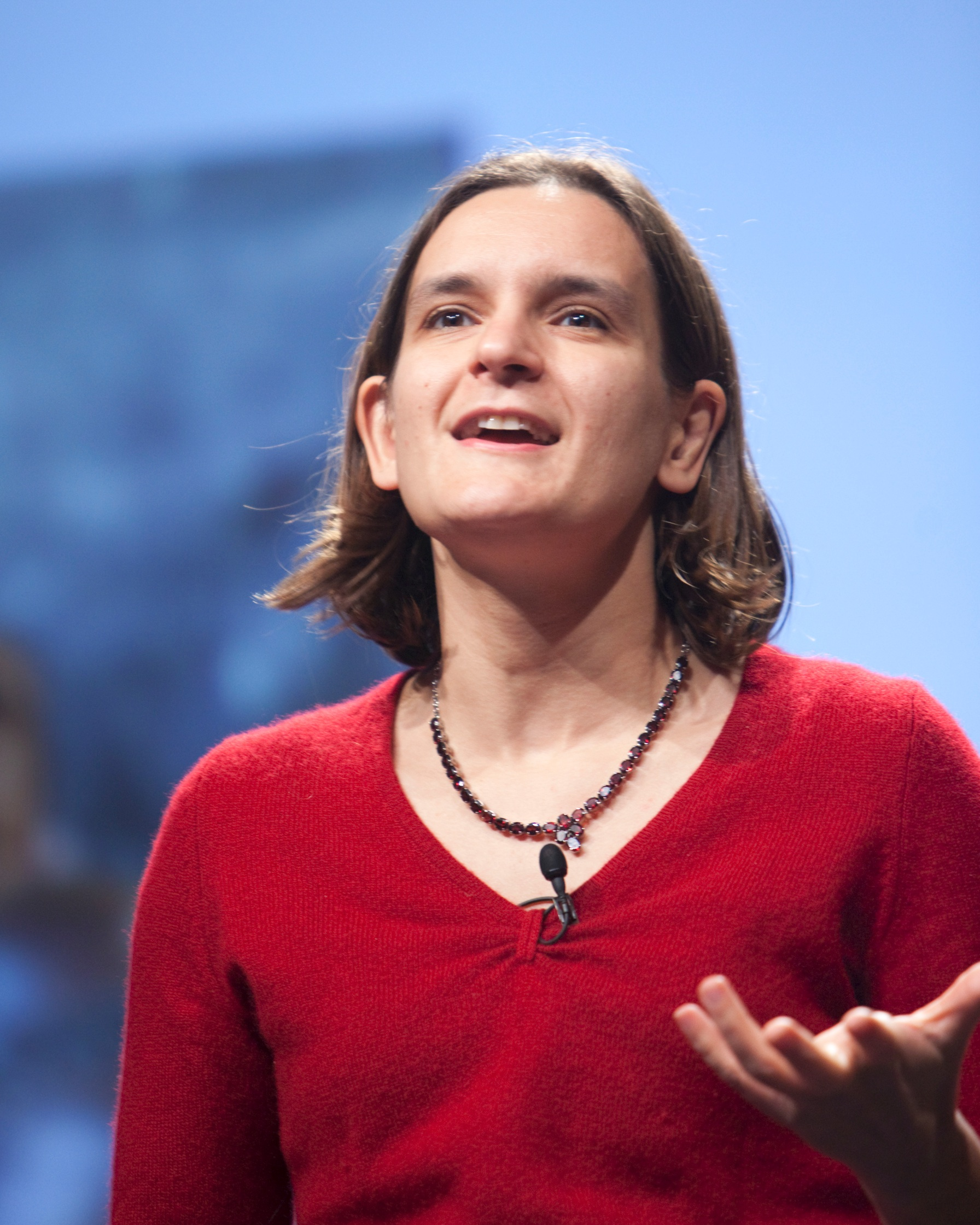
艾絲特·杜芙若

- 琳賽·艾達里歐，摄影记者
- 曼尼什·艾格拉娃拉（英语：Maneesh Agrawala），计算机视觉技术员
- 提摩西·巴瑞特（英语：Timothy Barrett (papermaker)），造纸家
- 馬克·布拉德福德（英语：Mark Bradford），混合媒体艺术家
- 愛雲·丹蒂凱特（英语：Edwidge Danticat），小说家
- 拉克斯特勞·唐斯（英语：Rackstraw Downes），画家
- 艾絲特·杜芙若，经济学家
- 黛波拉·艾森柏格（英语：Deborah Eisenberg），短篇小说作家
- 何琳，分子生物学家
- 彼得·惠伯斯（英语：Peter Huybers），气候学家
- 詹姆斯·朗利（英语：James Longley (filmmaker)），电影制作人
- L·馬哈迪萬，应用数学家
- 希瑟·麥克（英语：Heather McHugh），诗人
- 傑里·米切爾（英语：Jerry Mitchell (investigative reporter)），调查记者
- 雷貝嘉·奧尼（英语：Rebecca Onie），医疗服务创新者
- 理查德·普鲁姆，鸟类学家
- 約翰·A·羅傑斯（英语：John A. Rogers），应用物理学家
- 艾琳·薩克斯（英语：Elyn Saks），精神健康律师
- 吉爾·西曼（英语：Jill Seaman），传染病医生
- 貝絲·夏皮羅，进化生物学家
- 丹尼爾·西格曼（英语：Daniel Sigman），生物地球化学家
- 瑪麗·蒂內蒂（英语：Mary Tinetti），老年病医生
- 卡蜜兒·厄特巴克（英语：Camille Utterback），数字艺术家
- 西奧多·佐利（英语：Theodore Zoli），桥梁工程师[35]

### 2010

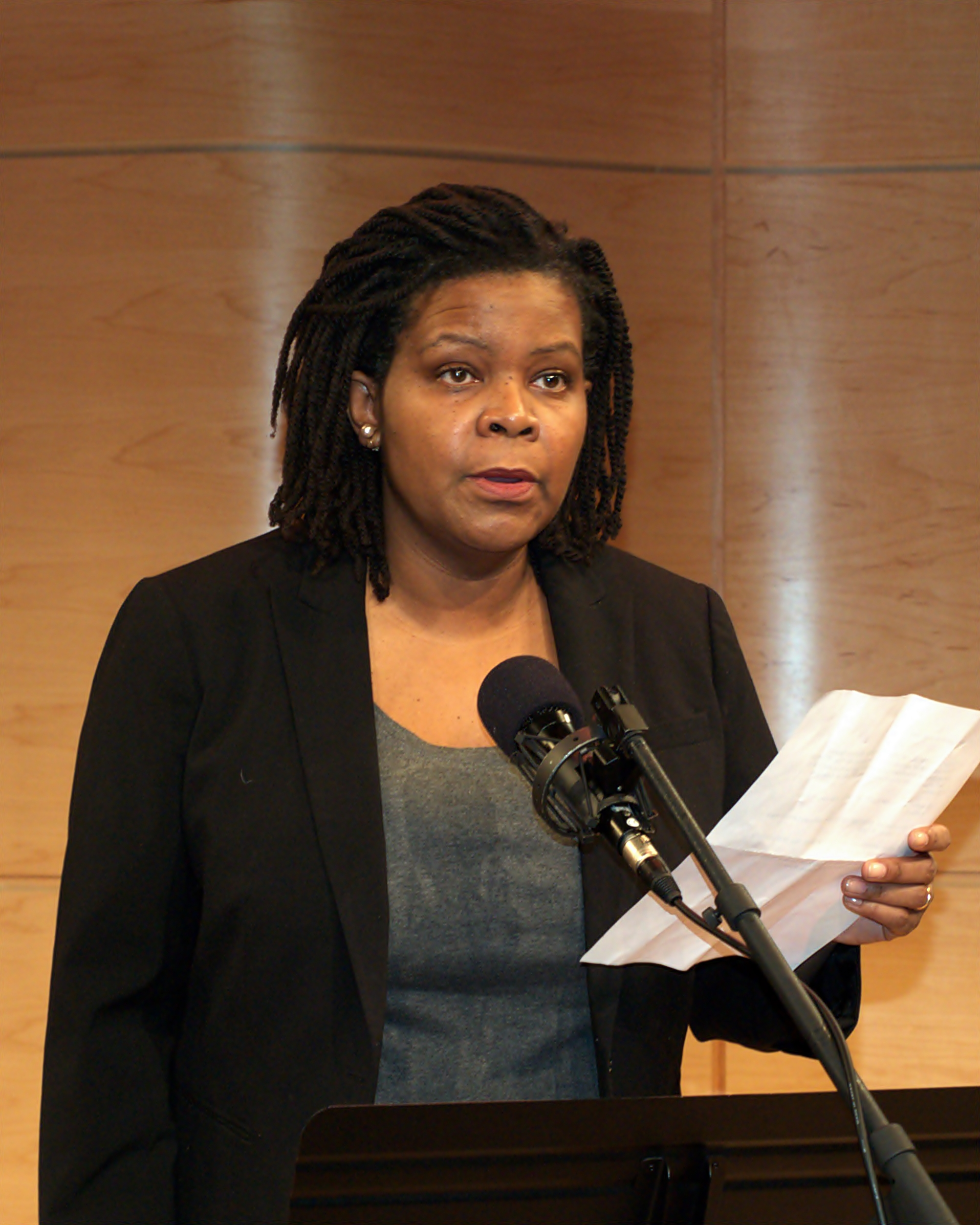
安妮特·戈登-里德

- 阿米爾·阿博-沙耶爾（英语：Amir Abo-Shaeer），物理教师
- 傑西·蕾托·多伊·貝爾德（英语：Jessie Little Doe Baird），萬帕諾亞格语语言保存与复兴者
- 凱利·班諾特-伯德（英语：Kelly Benoit-Bird），海洋生物学家
- 尼古拉斯·班森（英语：Nicholas Benson），石雕师
- 德魯·貝里（英语：Drew Berry），生物医学动画师
- 卡洛斯·D·布斯塔曼特（英语：Carlos D. Bustamante），人口遗传学家
- 馬修·卡特，字型设计师
- 大衛·克羅默（英语：David Cromer），戏剧导演、演员
- 約翰·達比里（英语：John Dabiri），生物物理学家
- 香農·李·道迪（英语：Shannon Lee Dawdy），人类学家
- 安妮特·戈登-里德（英语：Annette Gordon-Reed），美国史学家
- 李翊云，小说家
- 米哈爾·利普森（英语：Michal Lipson），光学物理学家
- 納吉斯·馬瓦爾瓦拉（英语：Nergis Mavalvala），量子天体物理学家
- 傑森·莫蘭（英语：Jason Moran (musician)），爵士钢琴家、作曲家
- 卡洛·帕登（英语：Carol Padden），手语语言学家
- 豪爾赫·帕爾多（英语：Jorge Pardo (artist)），装置艺术家
- 塞巴斯蒂安·露絲（英语：Sebastian Ruth），中提琴家、小提琴家和音乐教育家
- 伊曼纽尔·赛斯，经济学家
- 大卫·西蒙，作家、编剧和制片人
- 宋曉冬，计算机安全专家
- 瑪麗亞·思皮娃（英语：Marla Spivak），昆虫学家
- 伊莉莎白·特克（英语：Elizabeth Turk），雕塑家[36]

### 2011

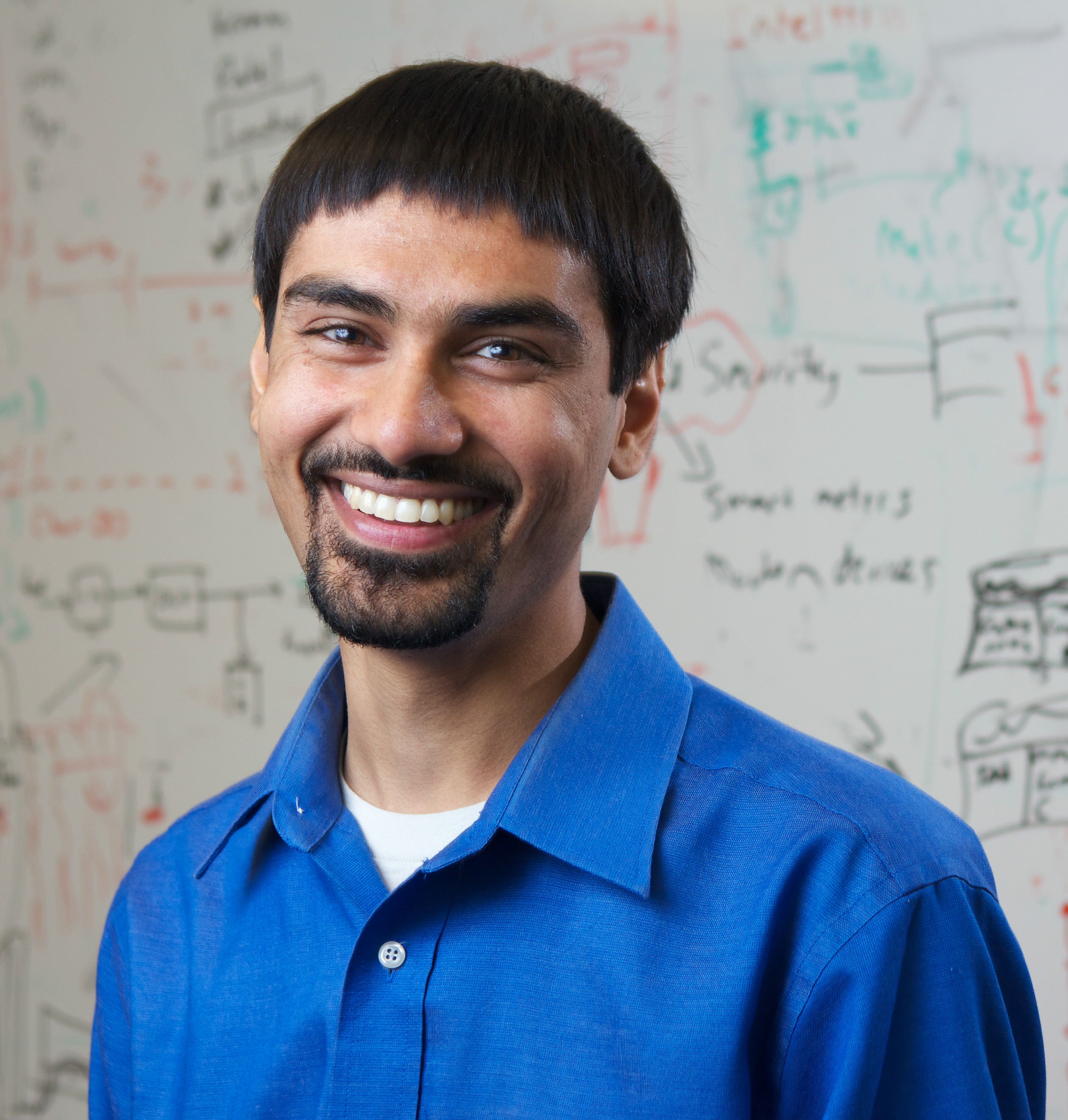
舒威特克·帕特爾

- 賈德·阿布姆拉德（英语：Jad Abumrad），广播节目主持人和制作人
- 瑪麗-瑟瑞斯·康諾利（英语：Marie-Therese Connolly），老年权利（英语：Elder rights）律师
- 小羅蘭·G·弗萊爾（英语：Roland G. Fryer Jr.），经济学家
- 珍妮·甘（英语：Jeanne Gang），设计师
- 艾洛迪·格艾汀（英语：Elodie Ghedin），寄生虫学家、病毒学家
- 马库斯·格赖纳，凝聚态物理学家
- 凱文·古斯基尤茲（英语：Kevin Guskiewicz），运动医学研究员
- 彼得·海斯勒，长期记者
- 蒂婭·邁爾斯（英语：Tiya Alicia Miles），公共史学家
- 馬修·諾克（英语：Matthew Nock），临床心理学家
- 弗朗西斯科·努涅茲（英语：Francisco Núñez），合唱指挥、作曲家
- 莎拉·奧托，进化遗传学家
- 舒威特克·帕特爾，传感器技术专家、计算机科学家
- 達菲尼斯·普列托（英语：Dafnis Prieto），爵士打击乐演奏家、作曲家
- 凱·萊恩（英语：Kay Ryan），诗人
- 梅蘭妮·桑福德（英语：Melanie Sanford），有机化学家
- 威廉·锡利，神经学家
- 雅各布·索爾（英语：Jacob Soll），欧洲史学家
- A·E·斯托林斯（英语：A. E. Stallings），诗人、翻译
- 烏巴爾多·維塔利（英语：Ubaldo Vitali），保管员、银匠
- 艾莉莎·魏勒絲坦（英语：Alisa Weilerstein），大提琴手
- 山下幸子，发育生物学家[37]

### 2012

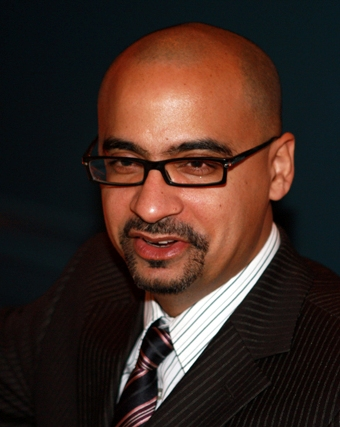
朱諾·迪亞斯

- 娜塔麗雅·阿爾馬德（英语：Natalia Almada），纪录片制片人
- 烏塔·巴思（英语：Uta Barth），摄影师
- 克萊爾·蔡斯（英语：Claire Chase），艺术企业家、长笛演奏家
- 拉傑·切蒂（英语：Raj Chetty），经济学家
- 瑪麗亞·舒德諾夫斯基（英语：Maria Chudnovsky），数学家
- 艾瑞克·柯爾曼（英语：Eric Coleman (doctor)），老年病学专家
- 朱諾·迪亞斯，小说家
- 大衛·芬柯（英语：David Finkel），新闻记者
- 奧利維耶·蓋恩（英语：Olivier Guyon），光学物理学家、天文学家
- 艾麗莎·哈勒姆（英语：Elissa Hallem），神经生物学家
- 黎安美（英语：An-My Lê），摄影师
- 薩基斯·馬茲馬尼揚（英语：Sarkis Mazmanian），医学微生物学家
- 迪諾·門格斯圖（英语：Dinaw Mengestu），作家
- 毛里西奧·L·米勒（英语：Mauricio L. Miller），社会服务创新者
- 迪倫·C·彭寧格羅斯（英语：Dylan C. Penningroth），历史学家
- 泰瑞·普蘭克（英语：Terry Plank），地球化学家
- 劳拉·柏翠丝，纪录片制片人
- 南希·拉巴萊斯（英语：Nancy Rabalais），海洋生态学家
- 伯努瓦·羅蘭（英语：Benoît Rolland），弦乐器制弓师
- 丹尼爾·斯皮爾曼（英语：Daniel Spielman），计算机科学家
- 麥樂蒂·斯沃茨（英语：Melody Swartz），生物工程师
- 克里斯·泰爾（英语：Chris Thile），曼陀林演奏家、作曲家
- 班傑明·沃爾夫（英语：Benjamin Warf），神经外科医生[38]

### 2013

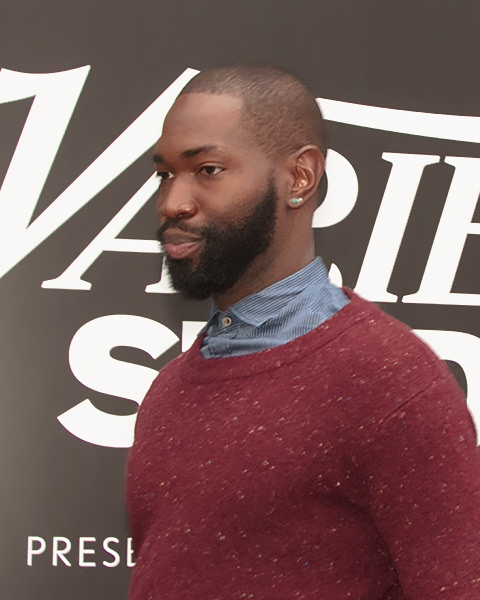
塔賴爾·阿爾文·麥卡尼

- 凱爾·亞伯拉罕（英语：Kyle Abraham），编舞家和舞蹈家
- 唐納德·安特里姆（英语：Donald Antrim），作家
- 菲尔·S·巴兰，有机化学家
- C·凱文·博伊斯（英语：C. Kevin Boyce），古植物学家
- 傑佛瑞·布倫納（英语：Jeffrey Brenner），主治医师
- 科林·卡梅拉（英语：Colin Camerer），行为经济学家
- 傑里米·鄧科（英语：Jeremy Denk），钢琴家和作家
- 安琪拉·達克沃斯，研究型心理学家
- 克雷格·芬尼（英语：Craig Fennie），材料科学家
- 罗宾·弗莱明，中世纪史学家
- 卡爾·哈伯（英语：Carl Haber (physicist)），音频保存员
- 維傑·艾爾（英语：Vijay Iyer），爵士钢琴家、作曲家
- 狄娜·卡塔比（英语：Dina Katabi），计算机科学家
- 茱莉·利文斯頓（英语：Julie Livingston），公共卫生历史学家、人类学家
- 大衛·羅貝爾（英语：David Lobell），农业生态学家
- 塔賴爾·阿爾文·麥卡尼，剧作家
- 蘇珊·墨菲（英语：Susan Murphy），统计学家
- 希拉·尼倫伯格（英语：Sheila Nirenberg），神经科学家
- 阿列克謝·拉特曼斯基（英语：Alexei Ratmansky），编舞家
- 安娜·瑪麗亞·雷伊（英语：Ana Maria Rey），原子物理学家
- 卡倫·羅素，小说家
- 莎拉·西格爾，天体物理学家
- 瑪格麗特·斯托克（英语：Margaret Stock），移民律师
- 嘉莉·梅·威姆斯（英语：Carrie Mae Weems），摄影师和录像艺术家[39]

### 2014

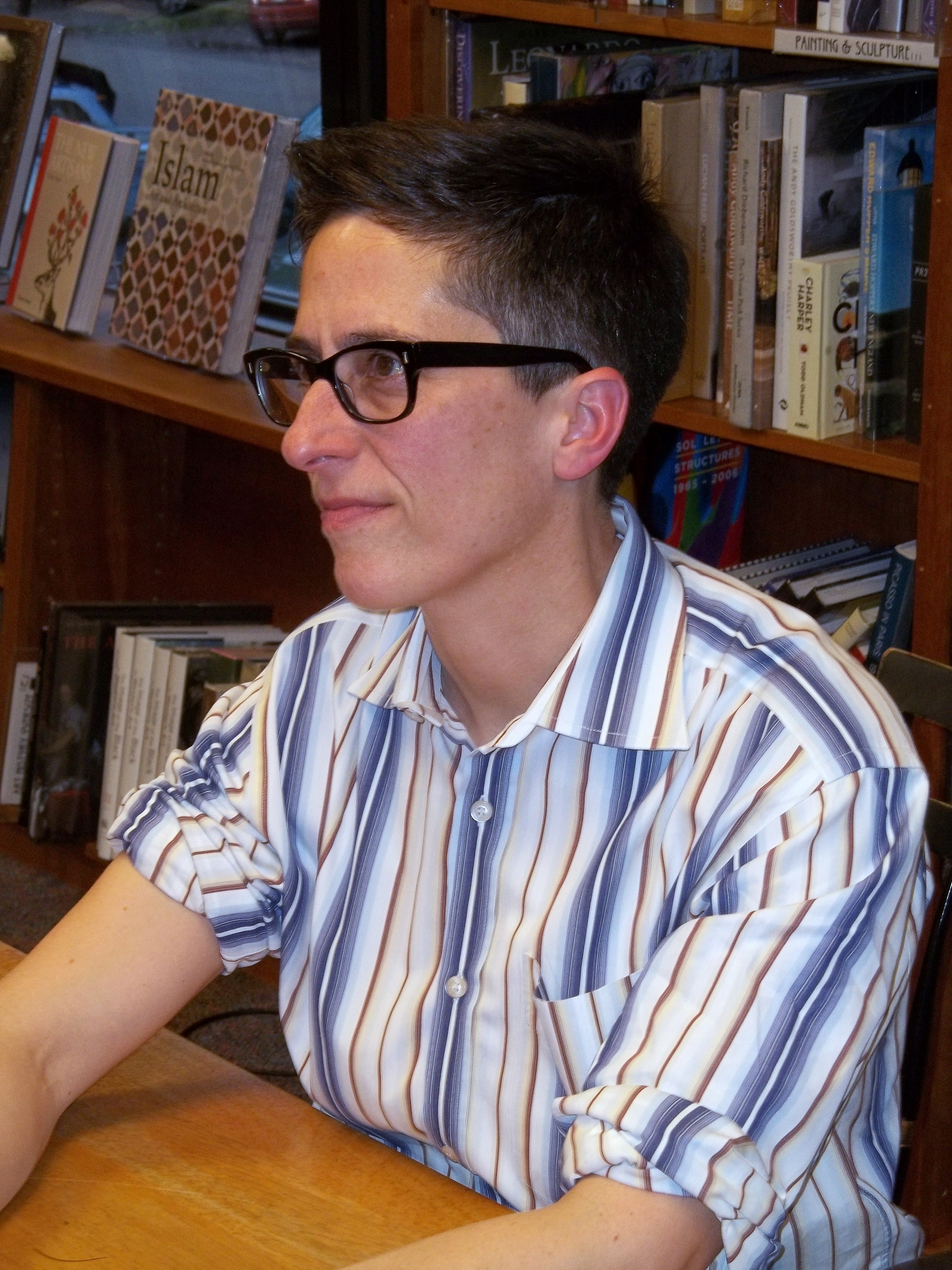
艾莉森·贝克德尔

- 丹妮爾·巴塞特，物理学家
- 艾莉森·贝克德尔，漫画家和图像回忆录作家
- 瑪麗·波諾托（英语：Mary Bonauto），民权律师
- 塔米·邦德（英语：Tami Bond），环境工程师
- 史特夫·科爾曼（英语：Steve Coleman），爵士作曲家、萨克斯风手
- 莎拉·迪爾（英语：Sarah Deer），法学家、倡导者
- 珍妮弗·埃伯哈特，社会心理学家
- 克雷格·格特里（英语：Craig Gentry (computer scientist)），计算机科学家
- 特倫斯·海斯（英语：Terrance Hayes），诗人
- 約翰·亨訥格（英语：John Henneberger），住房倡导者
- 馬克·赫薩姆（英语：Mark Hersam），材料科学家
- 薩繆爾·D·亨特（英语：Samuel D. Hunter），剧作家
- 潘蜜拉·O·隆恩（英语：Pamela O. Long），科学与技术史家
- 瑞克·羅威（英语：Rick Lowe），公共艺术家
- 雅各·卢里，数学家
- 哈立德·馬塔瓦（英语：Khaled Mattawa），翻译家和诗人
- 约书亚·奥本海默，纪录片制片人
- 蒲艾真，劳工活动家
- 喬納森·拉普（英语：Jonathan Rapping），刑事律师
- 塔拉·查拉拉（英语：Tara Zahra），现代欧洲史学家
- 张益唐，数学家[40]

### 2015

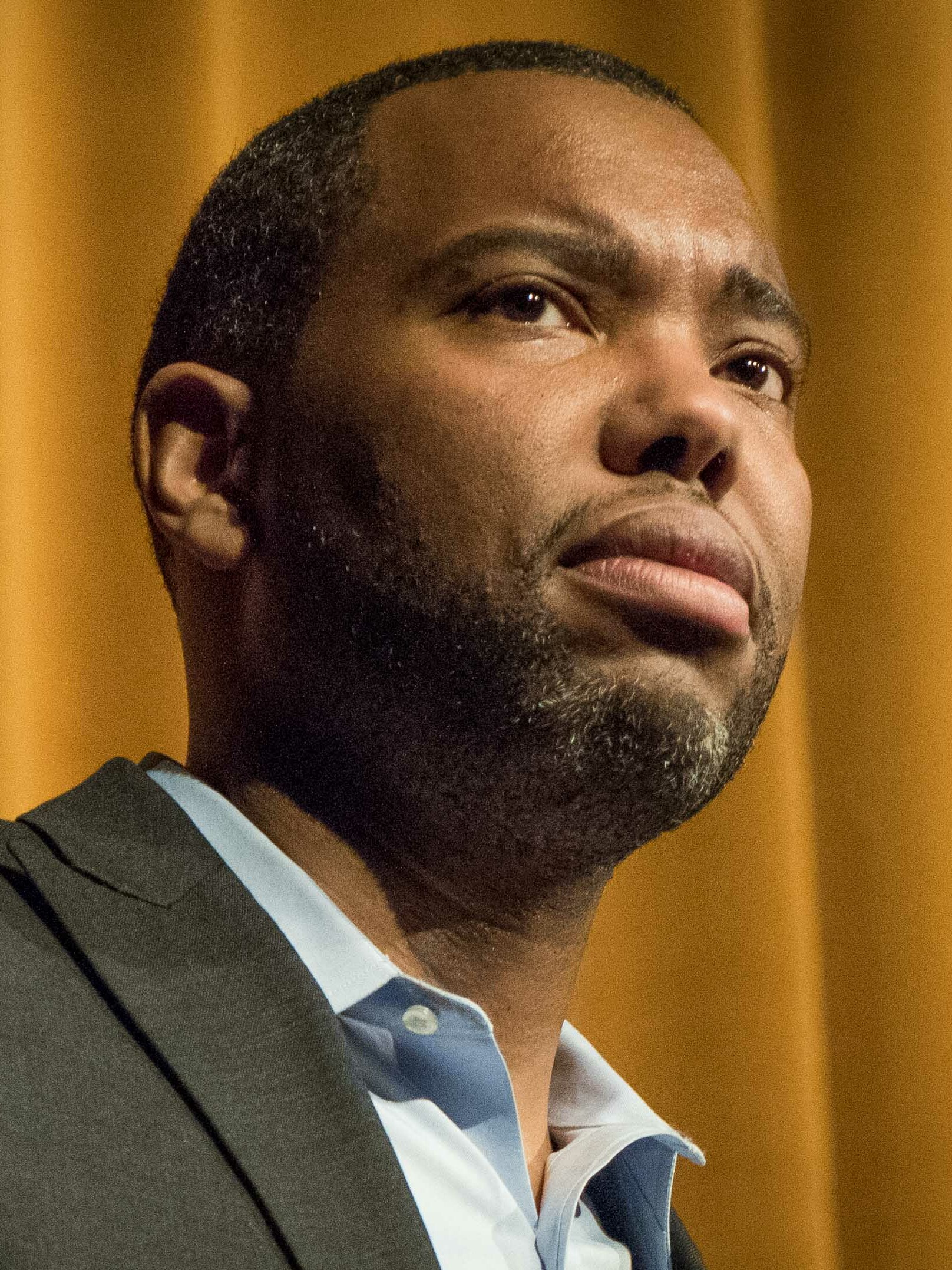
塔尼西斯·科茲

- 小帕特里克·阿瓦阿（英语：Patrick Awuah, Jr.），教育企业家
- 卡提克·錢德蘭（英语：Kartik Chandran），环境工程师[41]
- 塔尼西斯·科茲（英语：Ta-Nehisi Coates），新闻记者、回忆录作家
- 蓋瑞·科恩（英语：Gary Cohen (health advocate)），环境健康倡导者
- 马修·德斯蒙德，社会学家
- 威廉·迪奇特（英语：William Dichtel），化学家
- 蜜雪兒·多蘭斯（英语：Michelle Dorrance），踢踏舞者和编舞
- 妮可·艾森曼（英语：Nicole Eisenman），画家
- 拉托亞·露比·弗拉澤（英语：LaToya Ruby Frazier），摄影师、视频艺术家
- 班·勒納（英语：Ben Lerner），作家
- 咪咪·萊恩（英语：Mimi Lien），布景设计师[42]
- 林-曼努爾·米蘭達，剧作家、词曲作者和表演者
- 迪米特里·納卡西斯（英语：Dimitri Nakassis），古典学者
- 約翰·諾文布雷（英语：John Novembre），计算生物学家
- 克里斯托弗·雷，计算机科学家
- 瑪麗娜·魯斯托（英语：Marina Rustow），历史学家[43]
- 胡安·薩爾加多（英语：Juan Salgado），芝加哥社区领袖
- 貝絲·史蒂文斯（英语：Beth Stevens），神经科学家
- 洛倫茨·斯圖德（英语：Lorenz Studer），干细胞生物学家
- 艾力克斯·崔勒施德爾（英语：Alex Truesdell），设计师[44]
- 貝西·特威斯特（英语：Basil Twist），木偶师
- 埃倫·布萊恩特·沃格特（英语：Ellen Bryant Voigt），诗人
- 海蒂·威廉斯（英语：Heidi Williams），经济学家
- 杨培东，无机化学家[45]

### 2016

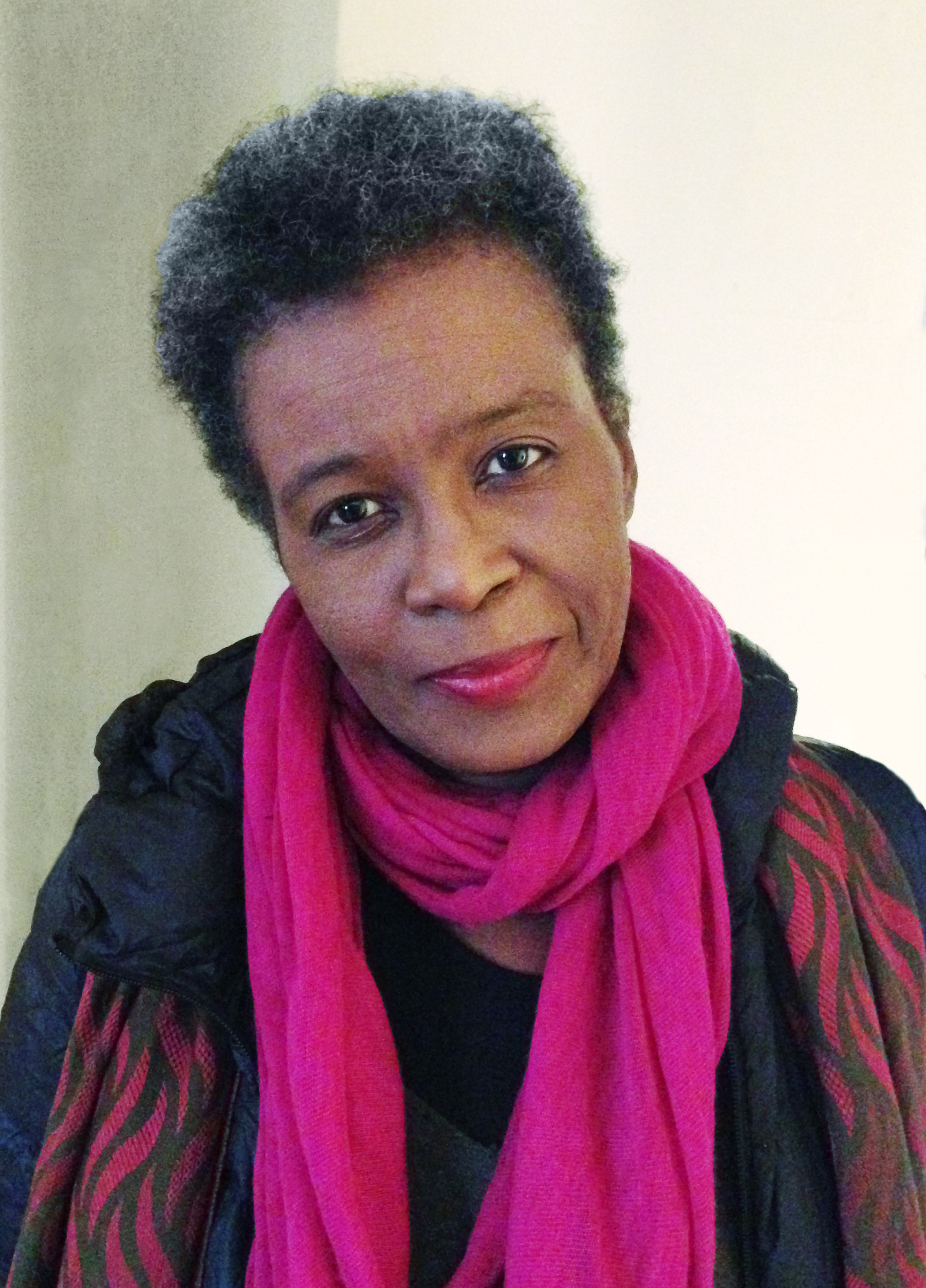
克勞蒂亞·蘭金

- 阿希蘭·阿魯拉南塔姆（英语：Ahilan Arulanantham），人权律师
- 戴露·鮑德溫（英语：Daryl Baldwin），语言学家、文化保护主义者
- 安妮·巴斯汀（英语：Anne Basting），戏剧艺术家、教育家
- 樊尚·費克托（英语：Vincent Fecteau），雕塑家
- 布蘭登·雅各-詹金斯（英语：Branden Jacobs-Jenkins），剧作家
- 凱莉·瓊斯（英语：Kellie Jones），艺术史学家、策展人
- 蘇巴斯·科特（英语：Subhash Khot），理论计算机科学家
- 喬許·昆（英语：Josh Kun），文化史学家
- 瑪姬·尼爾森（英语：Maggie Nelson），作家
- 黛安·紐曼（英语：Dianne Newman），微生物学家
- 維多利亞·奧爾潘（英语：Victoria Orphan），地球生物学家
- 馬努·普拉卡什（英语：Manu Prakash），物理生物学家、发明家
- 荷西·A·奎尼奧內茲（英语：José A. Quiñonez），金融服务创新者
- 克勞蒂亞·蘭金（英语：Claudia Rankine），诗人
- 勞倫·雷德尼斯（英语：Lauren Redniss），艺术家和作家
- 瑪麗·里德·凱利（英语：Mary Reid Kelley），视频艺术家
- 雷貝嘉·理查茲-科爾塔姆（英语：Rebecca Richards-Kortum），生物工程师
- 喬伊斯·J·斯科特（英语：Joyce J. Scott），珠宝商、雕塑家
- 莎拉·斯蒂爾曼（英语：Sarah Stillman），长篇新闻记者
- 比爾·泰斯（英语：Bill Thies），计算机科学家
- 朱莉婭·沃爾夫（英语：Julia Wolfe），作曲家
- 杨谨伦，图文小说家
- 余金权，合成化学家[46]

### 2017

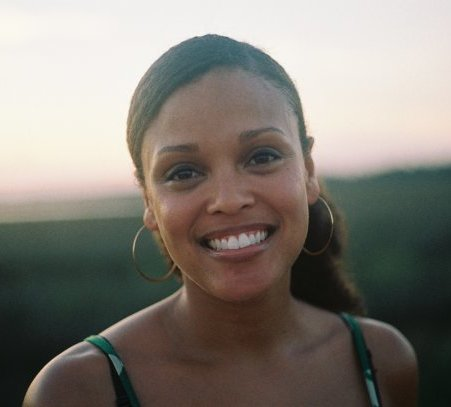
傑絲明·沃德

- 尼吉德卡·阿庫尼利·克羅斯比（英语：Njideka Akunyili Crosby），画家
- 苏尼尔·阿姆瑞斯（英语：Sunil Amrith），历史学家
- 格雷格·阿斯貝德（英语：Greg Asbed），人权战略家
- 安妮·貝克（英语：Annie Baker），剧作家
- 蕾吉娜·巴茲萊（英语：Regina Barzilay），计算机科学家
- 達沃·貝伊（英语：Dawoud Bey），摄影师
- 伊曼紐爾·坎德斯，数学家和统计学家
- 傑森·德·利昂（英语：Jason De León），人类学家
- 萊農·吉登斯（英语：Rhiannon Giddens），音乐家
- 妮可·汉娜-琼斯（英语：Nikole Hannah-Jones），新闻记者
- 克里斯蒂娜·希門尼斯·莫雷塔（英语：Cristina Jiménez Moreta），活动家
- 泰勒·馬克（英语：Taylor Mac），表演艺术家
- 拉米·娜莎希比（英语：Rami Nashashibi），社区领袖
- 阮清越，作家
- 凱特·奧福（英语：Kate Orff），景观设计师
- 崔佛·帕格倫（英语：Trevor Paglen），艺术家
- 貝西·利維·帕勒克（英语：Betsy Levy Paluck），心理学家
- 德瑞克·R·彼得森（英语：Derek R. Peterson），历史学家
- 戴蒙·里奇（英语：Damon Rich），设计师、城市规划师
- 斯特凡·薩瓦格（英语：Stefan Savage），计算机科学家
- 尤瓦爾·莎朗（英语：Yuval Sharon），歌剧导演
- 泰尚·索雷（英语：Tyshawn Sorey），作曲家
- 加布里埃尔·维多拉（英语：Gabriel Victora），免疫学家
- 傑絲明·沃德，作家[47]

### 2018

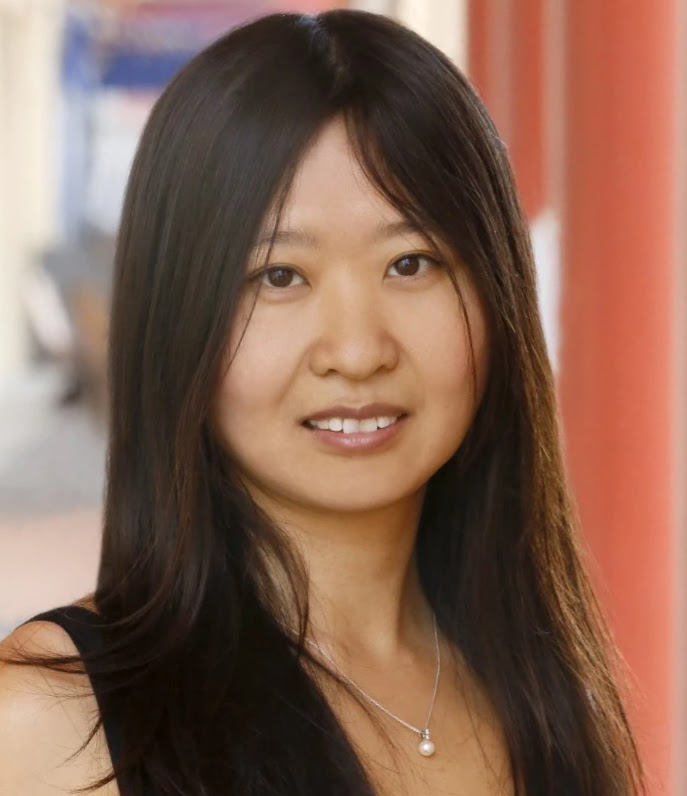
曹穎

- 馬修·奧寇（英语：Matthew Aucoin），作曲家和指挥
- 茱莉·奧爾特（英语：Julie Ault），艺术家和博物馆馆长
- 威廉·巴伯二世（英语：William Barber II），牧师
- 克利福德·P·布朗溫（英语：Clifford P. Brangwynne），生物物理工程师
- 娜塔莉·迪亞茲（英语：Natalie Diaz），诗人
- 利維亞·S·埃伯林（英语：Livia S. Eberlin），化学家
- 黛博拉·艾斯特林（英语：Deborah Estrin），计算机科学家
- 艾米·芬克爾斯坦（英语：Amy Finkelstein），卫生经济学家
- 格雷格·岡薩爾維斯（英语：Gregg Gonsalves），全球健康倡导者
- 維傑·古普塔（英语：Vijay Gupta），音乐家
- 貝卡·海勒（英语：Becca Heller），律师
- 拉傑·賈亞德夫（英语：Raj Jayadev），社区组织者
- 泰特思·卡帕（英语：Titus Kaphar），画家
- 約翰·基恩（英语：John Keene (writer)），作家
- 凱利·林克（英语：Kelly Link），作家
- 多米妮克·莫里索（英语：Dominique Morisseau），剧作家
- 奧奎·奧克波克華斯利（英语：Okwui Okpokwasili），编舞家
- 克里斯蒂娜·奧爾森（英语：Kristina Olson），心理学家
- 麗莎·帕克斯（英语：Lisa Parks (media scholar)），媒体学者
- 雷貝嘉·桑德弗（英语：Rebecca Sandefur），法学家
- 艾倫·斯利（英语：Allan Sly (mathematician)），数学家
- 莎拉·T·史都華-穆科帕代亞，地质学家
- 曾吳（英语：Wu Tsang），电影制作人和表演艺术家
- 曹颖，神经科学家
- 小肯·沃德（英语：Ken Ward Jr.），调查记者

### 2019

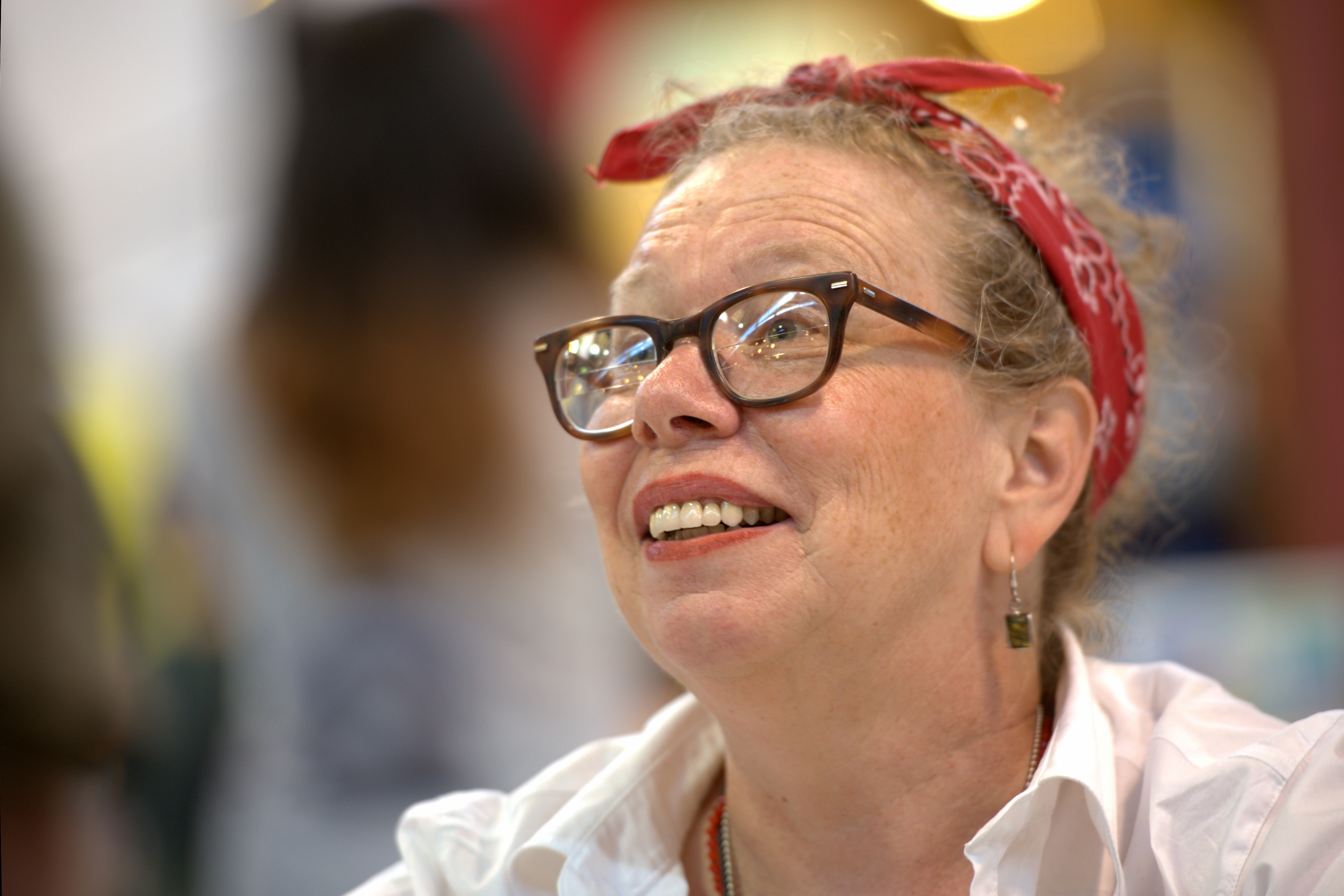
琳達·巴里

- 伊莉莎白·S·安德森（英语：Elizabeth S. Anderson），哲学家
- 蘇賈塔·巴利加（英语：Sujatha Baliga），律师
- 琳達·巴里（英语：Lynda Barry），漫画家
- 梅爾·錢（英语：Mel Chin），艺术家
- 丹妮爾·希特倫（英语：Danielle Citron），法学家
- 麗莎·道加德（英语：Lisa Daugaard），刑事司法改革家
- 安妮·多森（英语：Annie Dorsen），戏剧艺术家
- 安德烈亞·達頓（英语：Andrea Dutton），古气象学家
- 傑佛瑞·吉布森（英语：Jeffrey Gibson），艺术家
- 瑪莉·哈爾弗森（英语：Mary Halvorson），吉他手
- 賽迪亞·哈特曼（英语：Saidiya Hartman），文学学者
- 沃爾特·J·胡德（英语：Walter J. Hood），公共艺术家
- 史黛西·茱匹特（英语：Stacy Jupiter），海洋科学家
- 柴克瑞·利普曼（英语：Zachary Lippman），植物生物学家
- 瓦萊麗亞·路伊塞利（英语：Valeria Luiselli），作家
- 凱利·萊特爾·埃爾南德斯（英语：Kelly Lytle Hernández），历史学家
- 莎拉·米切爾森（英语：Sarah Michelson），编舞家
- 傑佛瑞·艾倫·米勒（英语：Jeffrey Alan Miller），文学学者
- 傑瑞·X·米特羅維察（英语：Jerry X. Mitrovica），理论地球物理学家
- 伊曼紐爾·普拉特（英语：Emmanuel Pratt），城市设计师
- 卡麥隆·羅蘭（英语：Cameron Rowland），艺术家
- 凡妮莎·魯塔（英语：Vanessa Ruta），神经科学家
- 約書亞·特南鮑姆（英语：Joshua Tenenbaum），认知科学家
- 珍妮·董（英语：Jenny Tung），进化人类学家
- 王洋（英语：Ocean Vuong），作家
- 艾蜜莉·威爾遜（英语：Emily Wilson (classicist)），古典文学家、翻译家

### 2020

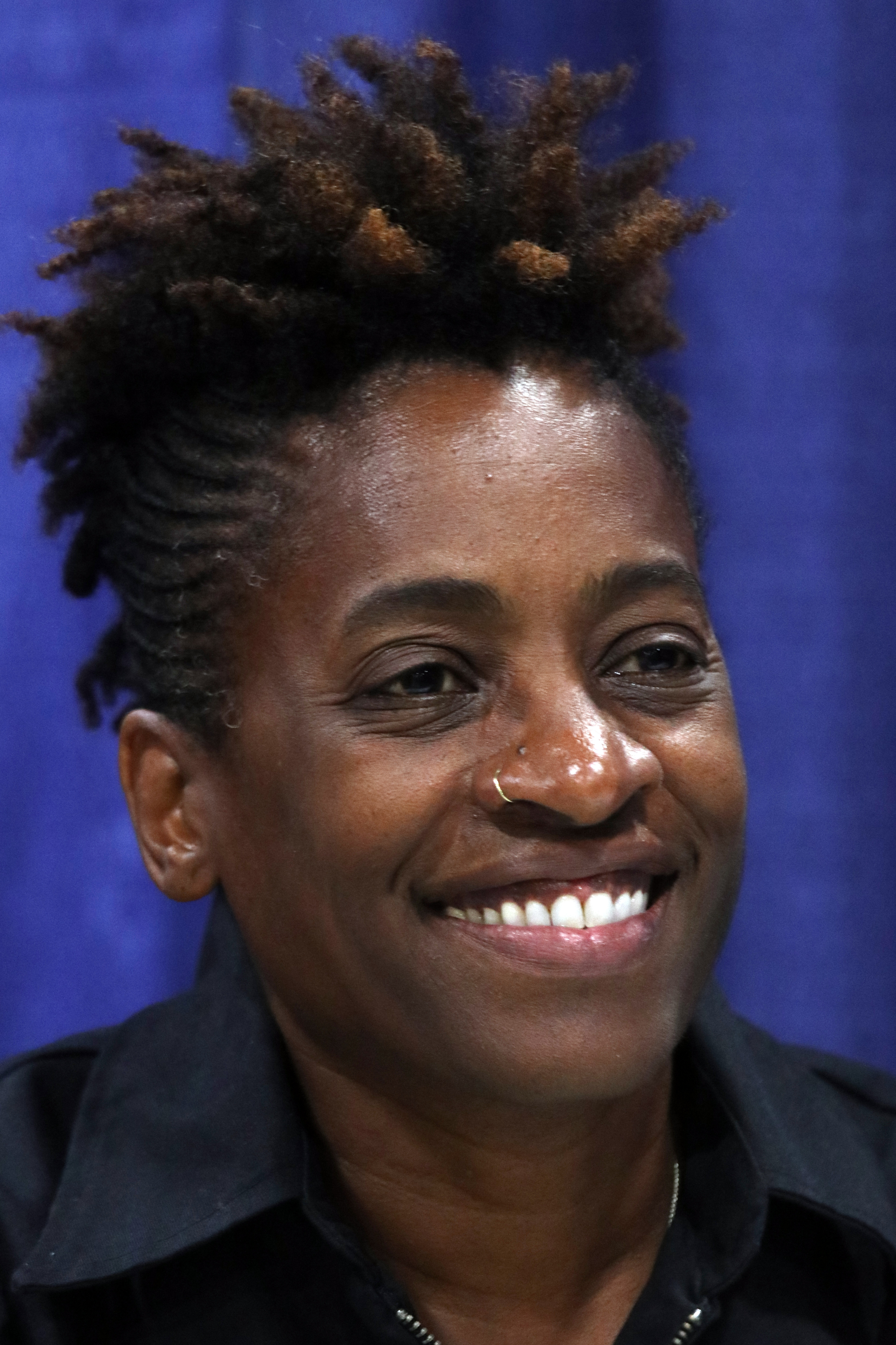
賈桂琳·伍德森

- 以賽亞·安德魯斯（英语：Isaiah Andrews），计量经济学家
- 特絲·麥克米倫·柯頓（英语：Tressie McMillan Cottom），社会学家、作家和公共学者
- 保羅·岱恩豪爾（英语：Paul Dauenhauer），化学工程师
- 內爾斯·埃爾德（Nels Elde），进化遗传学家
- 達米安·費爾（英语：Damien Fair），认知神经科学家
- 拉麗莎·快馬（英语：Larissa FastHorse），编剧
- 凱瑟琳·科爾曼·弗拉沃斯（英语：Catherine Coleman Flowers），环境健康倡导者
- 瑪麗·L·格雷（英语：Mary L. Gray），人类学家、媒体学者
- N·K·傑米辛，推理小说作家
- 拉爾夫·萊蒙（英语：Ralph Lemon），艺术家
- 波琳娜·V·里什科（英语：Polina V. Lishko），细胞和发育生物学家
- 托馬斯·W·米切爾（英语：Thomas W. Mitchell），财产法学者
- 娜塔莉亞·莫里納（英语：Natalia Molina），美国历史学家
- 佛瑞德·摩騰（英语：Fred Moten），文化理论家、诗人
- 克里斯蒂娜·里維拉·加爾薩（英语：Cristina Rivera Garza），小说家
- 塞西莉·麥克羅林·薩爾溫特（英语：Cécile McLorin Salvant），歌手、作曲家
- 莫妮卡·施萊爾-史密斯（英语：Monika Schleier-Smith），实验物理学家
- 穆罕默德·R·塞耶薩亞姆多斯特（Mohammad R. Seyedsayamdost），生物化学家
- 福雷斯特·斯圖爾特（英语：Forrest Stuart），社会学家
- 王男栿，纪录片导演
- 賈桂琳·伍德森（英语：Jacqueline Woodson），作家

### 2021

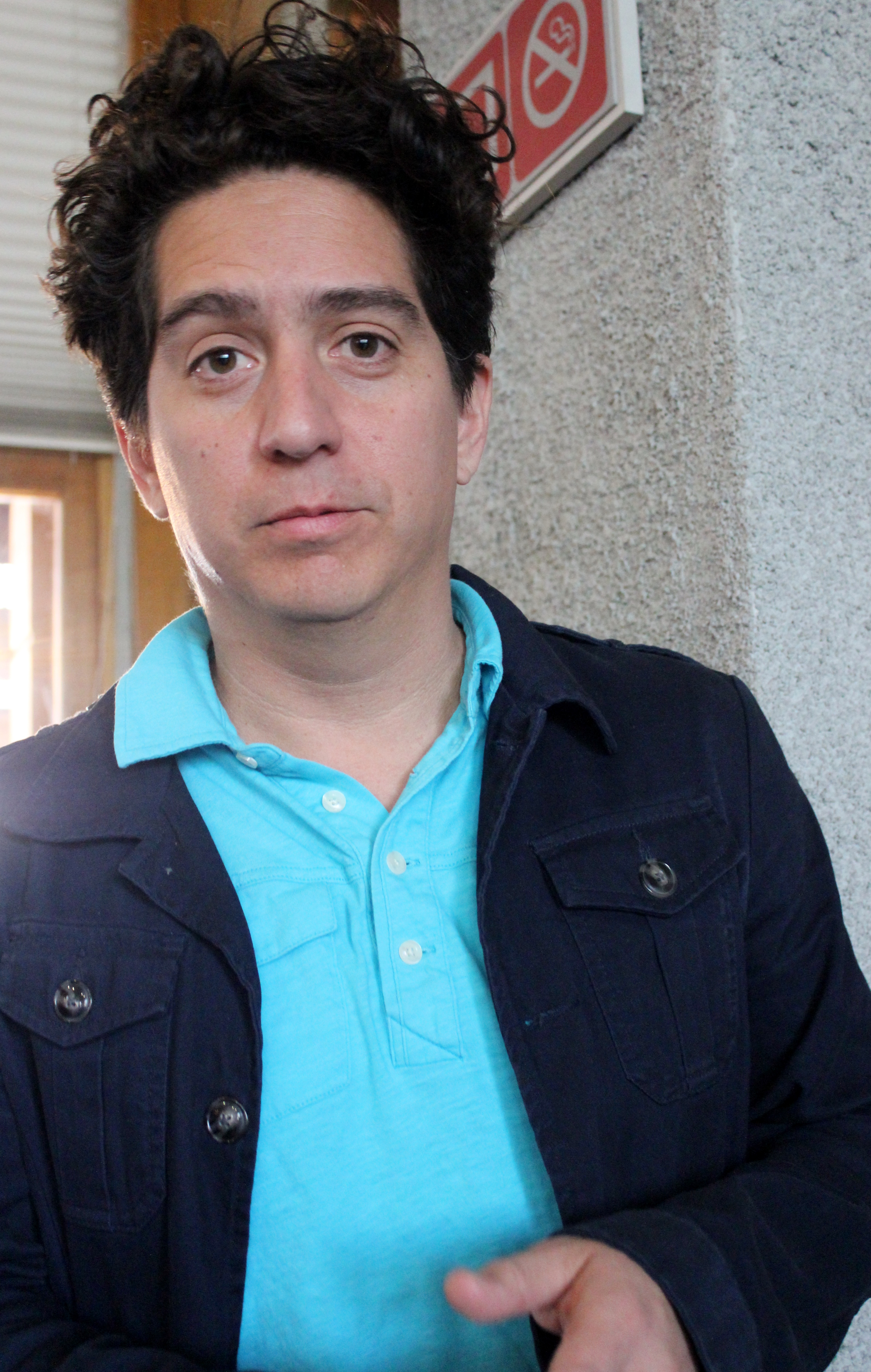
丹尼爾·阿拉爾孔

- 哈尼夫·阿卜杜拉奇布（英语：Hanif Abdurraqib），音乐评论家、散文家和诗人
- 丹尼爾·阿拉爾孔（英语：Daniel Alarcón），作家、广播节目制作人
- 瑪塞拉·阿爾森（英语：Marcella Alsan），内科医生、经济学家
- 特雷弗·貝德福特（英语：Trevor Bedford (virologist)），计算病毒学家
- 雷金納德·德韋恩·貝茲（英语：Reginald Dwayne Betts），诗人兼律师
- 喬丹·卡斯蒂爾（英语：Jordan Casteel），画家
- 崔唐梅（英语：Don Mee Choi），诗人兼翻译家
- 易卜拉欣·西塞（英语：Ibrahim Cissé (academic)），细胞生物物理学家
- 妮可·弗利特伍德（英语：Nicole Fleetwood），艺术史学家、策展人
- 克里斯蒂娜·伊巴拉（英语：Cristina Ibarra），纪录片制片人
- 易卜拉姆·X·肯迪（英语：Ibram X. Kendi），美国史学家、文化评论家
- 丹尼爾·林德-拉莫斯（英语：Daniel Lind-Ramos），雕刻家兼画家
- 莫妮卡·穆尼奧斯·馬丁尼茲（英语：Monica Muñoz Martinez），公共历史学家
- 德斯蒙德·米德（英语：Desmond Meade），民权活动家
- 約書亞·米爾（英语：Joshua Miele），自适应技术设计师
- 蜜雪兒·蒙吉（英语：Michelle Monje），神经学家、神经肿瘤学家
- 薩菲亞·諾貝爾（英语：Safiya Noble），数字媒体学者
- J·泰勒·佩倫（英语：J. Taylor Perron），地貌学家
- 艾力克斯·里維拉（英语：Alex Rivera），电影制片人、媒体艺术家
- 麗莎·舒爾特·摩爾（英语：Lisa Schulte Moore），景观生态学家
- 傑西·夏皮羅（英语：Jesse Shapiro），应用微观经济学家
- 賈桂琳·史都華（英语：Jacqueline Stewart），电影研究学者、策展人
- 基恩加-亞馬赫塔·泰勒（英语：Keeanga-Yamahtta Taylor），历史学家
- 維克多·J·托雷斯（英语：Victor J. Torres），微生物学家
- 賈沃勒·維拉·喬·佐拉（英语：Jawole Willa Jo Zollar），编舞和舞蹈企业家[48]

### 2022

莫里巴·賈赫

- 珍妮弗·卡爾森（英语：Jennifer Carlson (sociologist)），社会学家
- 陳佩之（英语：Paul Chan (artist)），艺术家
- 崔藝珍，计算机科学家
- P·加布里埃爾·福爾曼（P. Gabrielle Foreman），史学家
- 丹娜·弗里德曼（英语：Danna Freedman），化学家、学者
- 瑪莎·岡薩雷斯（英语：Martha Gonzalez (musician)），音乐家、学者
- 斯凱·霍平卡（英语：Sky Hopinka），艺术家、电影制片人
- 许埈珥，数学家
- 莫里巴·賈赫（英语：Moriba Jah），天体动力学家
- 珍娜·賈姆貝克（英语：Jenna Jambeck），环境工程师
- 莫妮卡·金（Monica Kim），史学家
- 羅賓·沃爾·金默勒（英语：Robin Wall Kimmerer），作家
- 普莉蒂·克里斯特爾（英语：Priti Krishtel），律师
- J·德魯·蘭納姆（英语：J. Drew Lanham），鸟类学家
- 基斯·萊蒙（英语：Kiese Laymon），作家
- 魯本·喬納森·米勒（英语：Reuben Jonathan Miller），社会学家、社会工作者
- 森郁恵（英语：Ikue Mori），音乐家和作曲家
- 史蒂芬·普羅希拉（Steven Prohira），物理学家
- 托梅卡·里德（英语：Tomeka Reid），大提琴家、作曲家
- 洛麗泰·J·羅斯（英语：Loretta J. Ross），人权倡导者
- 史蒂芬·拉格爾斯（英语：Steven Ruggles），历史人口统计学家
- 塔瓦雷斯·斯特拉坎（英语：Tavares Strachan），跨学科艺术家
- 王爱华，医生和研究员
- 阿曼達·威廉斯（英语：Amanda Williams (artist)），艺术家、建筑师
- 梅蘭妮·伍德（英语：Melanie Wood），数学家

### 2023
- E·坦達伊·阿奇烏梅（英语：E. Tendayi Achiume），法学家
- 安德里亞·阿姆斯壯（英语：Andrea Armstrong (lawyer)），监禁法学者
- 麗娜·弗格·巴柏（英语：Rina Foygel Barber），统计学家
- 伊恩·巴辛（英语：Ian Bassin），律师、民主倡导者
- 寇特妮·布萊恩（英语：Courtney Bryan (composer)），作曲家、钢琴家
- 賈森·D·布安羅斯德羅（Jason D. Buenrostro），细胞和分子生物学家
- 瑪麗亞·馬格達萊納·坎波斯-龐斯（英语：María Magdalena Campos-Pons），跨领域艺术家
- 雷文·查可（英语：Raven Chacon），作曲家、艺术家
- 黛安娜·格林·福斯特（英语：Diana Greene Foster），人口学家、生殖健康研究员
- 露西·賀緹拉（英语：Lucy Hutyra），环境生态学家
- 卡羅琳·拉扎德（英语：Carolyn Lazard），艺术家
- 艾達·李蒙（英语：Ada Limón），诗人
- 萊斯特·麥基（英语：Lester Mackey），计算机科学家、统计学家
- 派崔克·馬庫卡內（英语：Patrick Makuakāne），库姆草裙舞和文化保护主义者
- 琳賽·馬爾（英语：Linsey Marr），环境工程师
- 曼努埃爾·穆尼奧斯（英语：Manuel Muñoz (writer)），作家
- 伊馬尼·佩里（英语：Imani Perry），跨学科学者、作家
- 迪亞尼·懷特·霍克（英语：Dyani White Hawk），跨领域艺术家
- A·帕克·威廉斯（A. Park Williams），水文气候学家
- 安柏·武蒂奇（英语：Amber Wutich），人类学家

### 2024

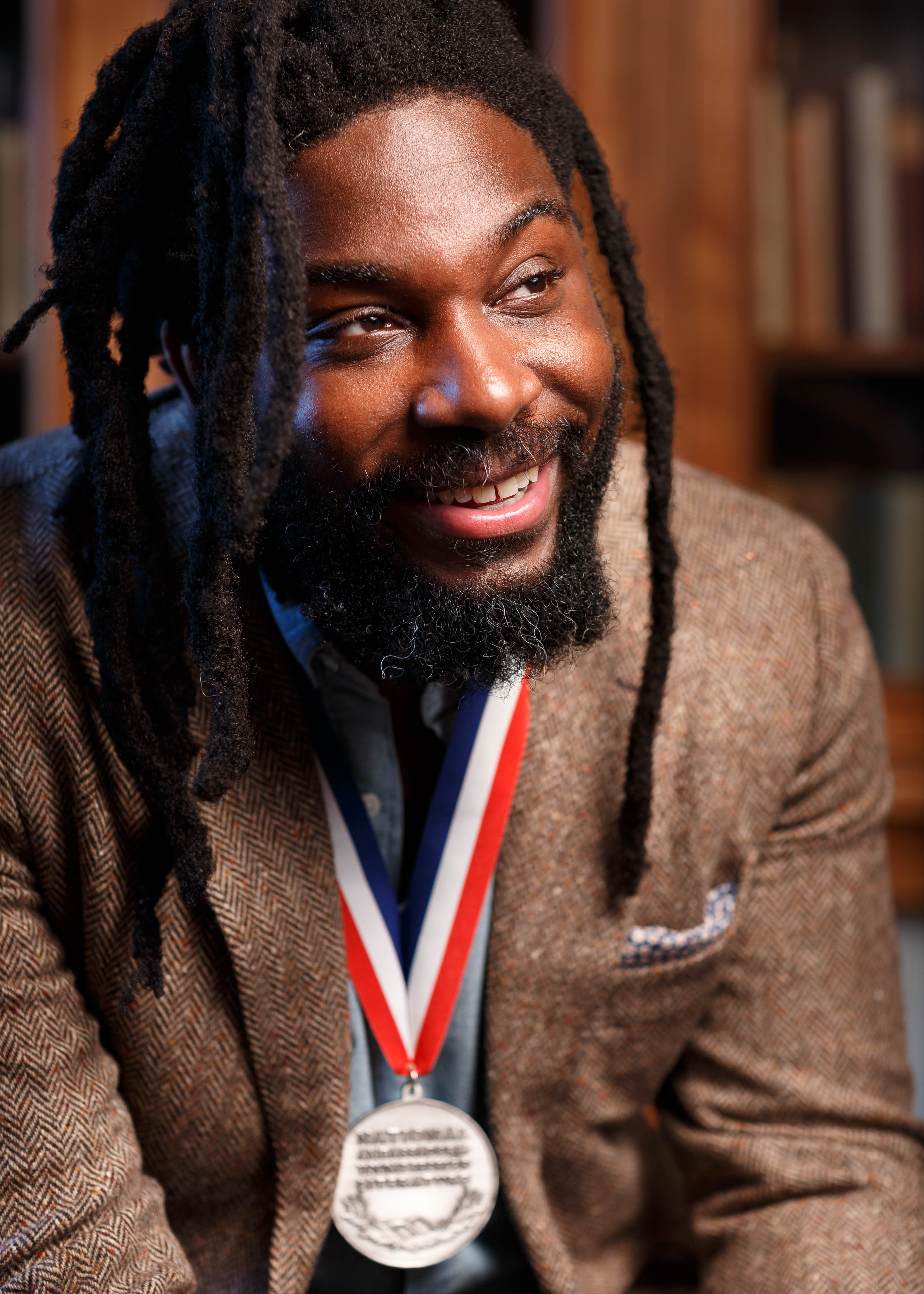
傑森·雷諾茲

- 洛卡·阿什伍德（英语：Loka Ashwood），社會學家
- 魯哈·班傑明（英语：Ruha Benjamin），跨領域學者、作家
- 賈斯汀·薇薇安·邦德（英语：Justin Vivian Bond），藝術家、表演者
- 傑里喬·布朗（英语：Jericho Brown），詩人
- 托尼·科奇斯（英语：Tony Cokes），媒體藝術家
- 尼古拉·戴爾（英语：Nicola Dell），電腦與資訊科學家
- 喬納森·甘德斯曼（英语：Johnny Gandelsman），小提琴家、作曲家
- 斯特林·哈喬（英语：Sterlin Harjo），電影製片人
- 胡安·費利佩·埃雷拉（英语：Juan Felipe Herrera），詩人、教育家、作家
- 馬玲（英语：Ling Ma），作家
- 珍妮佛·L·摩根（英语：Jennifer L. Morgan），歷史學家
- 瑪莎·M·穆尼奧斯（英语：Martha M. Muñoz），演化生物學家
- 沙伊拉婕·派克（英语：Shailaja Paik），歷史學家
- 約瑟夫·帕克（英语：Joseph Parker (biologist)），演化生物學家
- 埃博尼·帕特森（英语：Ebony Patterson），多媒體藝術家
- 沙默爾·皮茨（英语：Shamel Pitts）， 舞蹈家、編舞家
- 溫蒂·紅星（英语：Wendy Red Star），視覺藝術家
- 傑森·雷諾茲（英语：Jason Reynolds），兒童及青少年作家
- 朵洛西·羅伯茲（英语：Dorothy Roberts），法律學者、公共政策研究員
- 凱文·史塔森（英语：Keivan Stassun），科學教育家、天文學家
- 班傑明·范·莫伊（英语：Benjamin Van Mooy），海洋學家
- 王美華（英语：Alice Wong (activist)），作家、編輯、殘障正義活動人士